# Cathédrale Notre-Dame de Laon
Cette  cathédrale n’est pas la seule cathédrale Notre-Dame.
La cathédrale Notre-Dame de Laon est un édifice catholique située à Laon, dans le département de l'Aisne, en France.
Elle est l'un des premiers édifices majeurs de style gothique en France. Construite après l'église abbatiale de Saint-Denis, la cathédrale Notre-Dame de Noyon et la cathédrale Saint-Étienne de Sens, elle est contemporaine de Notre-Dame de Paris : elle est représentative du premier art gothique pour l'élévation intérieure et du gothique dit « classique » pour les parties supérieures des façades et pour les tours.
Cette ancienne cathédrale dédiée à Notre Dame qui appartient à la commune de Laon est un monument historique, officiellement protégé depuis 1840.

## Histoire

### Les premières cathédrales
Le diocèse de Laon fut créé par saint Remi par partition du diocèse de Reims au VIe siècle. Nous ne connaissons rien d'une première cathédrale vraisemblablement édifiée au sommet de la butte de Laon.

#### La cathédrale carolingienne
L'évêque Gerfid aurait fait reconstruire cette première cathédrale dédiée au saint Sauveur et à sainte Marie, à la fin du VIIIe siècle. Cette cathédrale carolingienne fut consacrée le 6 septembre 800 en présence de Charlemagne.

#### La cathédrale romane
Une nouvelle église est reconstruite sous l'égide d'Élinand, promu évêque de Laon le 14 juin 1052. Le 25 décembre 1071, ce nouvel édifice fut inauguré lors du deuxième couronnement du roi Philippe Ier.
Cette cathédrale romane fut incendiée lors de l'insurrection communale survenue le jeudi 25 avril après Pâques de l'année 1112. Elle ne fut pas détruite et la dédicace de l'église réparée eut lieu en 1114 sous l'évêque Barthélemy de Jur.

### Les étapes de l'édification de la cathédrale actuelle
La cathédrale actuelle fut construite à l'emplacement du sanctuaire précédent. Son édification fut commencée sous l'épiscopat de Gautier de Mortagne. Elle débuta en 1155 et continua jusqu'en 1235.

#### Une construction échelonnée auxXIIeetXIIIesiècles
La construction débuta par le chœur et le grand transept afin de recevoir les nombreux pèlerins. En 1164, y eut lieu la translation des reliques de saint Béat.
Entre 1170 et 1175, une deuxième campagne de construction très courte porta sur le fond du croisillon nord, ses portails et les travées. Mais il en reste peu de traces évidentes, car les travaux de la campagne suivante reprirent partiellement les réalisations de cette période. C'est à cette époque qu'apparurent le nouveau type de chapiteau et le profil des piles qui furent utilisés par la suite.

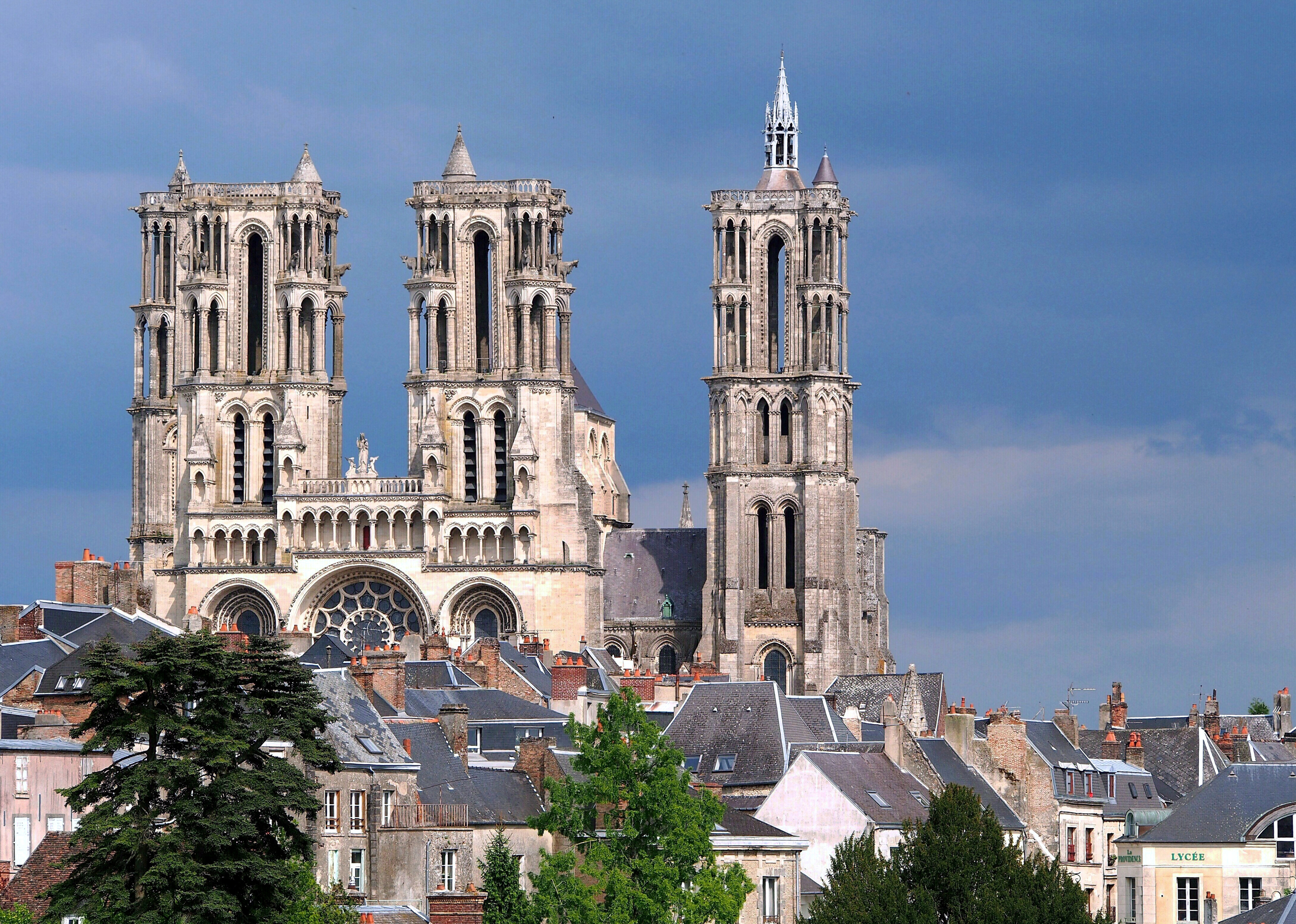
Les tours émergent de la vieille ville.

Entre 1175 et 1185, une troisième campagne mena à l'édification du transept avec ses deux portails (nord et sud) dont il ne reste actuellement que celui du nord, la tour-lanterne d'inspiration anglo-normande de la croisée du transept, ainsi que les cinq dernières travées de la nef, afin de contrebuter cette tour-lanterne. Durant cette campagne, on construisit également les tours du transept (tour nord, dite Thomas Becket en souvenir de son passage à Laon en 1163, et tour sud, dite de l'horloge). Vers 1180 on posa les vitraux de la rose nord (dite des arts libéraux).      
La quatrième campagne se termina vers 1200 par l'achèvement de la nef et de la façade occidentale. C'est en ce début du XIIIe siècle que Villard de Honnecourt dessina et expliqua les parties supérieures des tours et tourelles octogonales en donnant le dessin des flèches alors en projet pour la façade occidentale.
Mais une cinquième et dernière campagne s'avéra nécessaire afin de reconstruire le chœur, lequel profond de seulement trois travées s'était rapidement révélé trop petit. Cette cinquième campagne eut lieu de 1205 à 1220 et vit la construction du chœur à chevet plat comprenant dix travées, tel que nous le connaissons aujourd'hui.
Enfin vers 1235-1238 se déroula la dédicace de la cathédrale. En 1250 on édifia une flèche sur la tour sud-ouest ainsi que sur la tour sud.

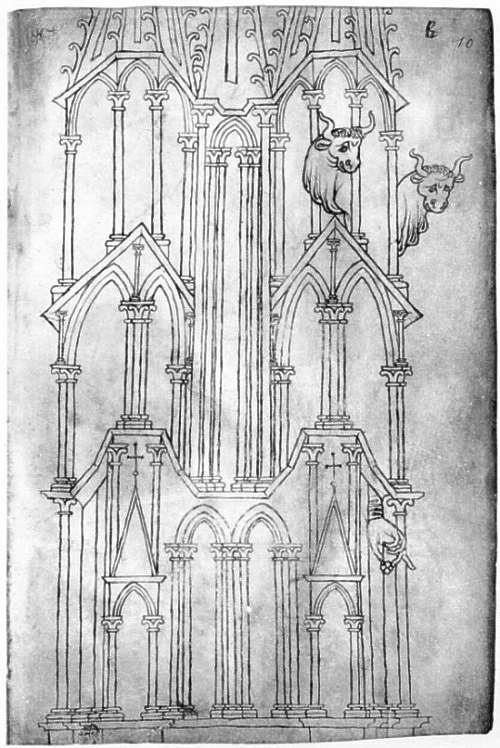
Dessin datant du début du XIIIe siècle d'une des tours occidentales, par Villard de Honnecourt.
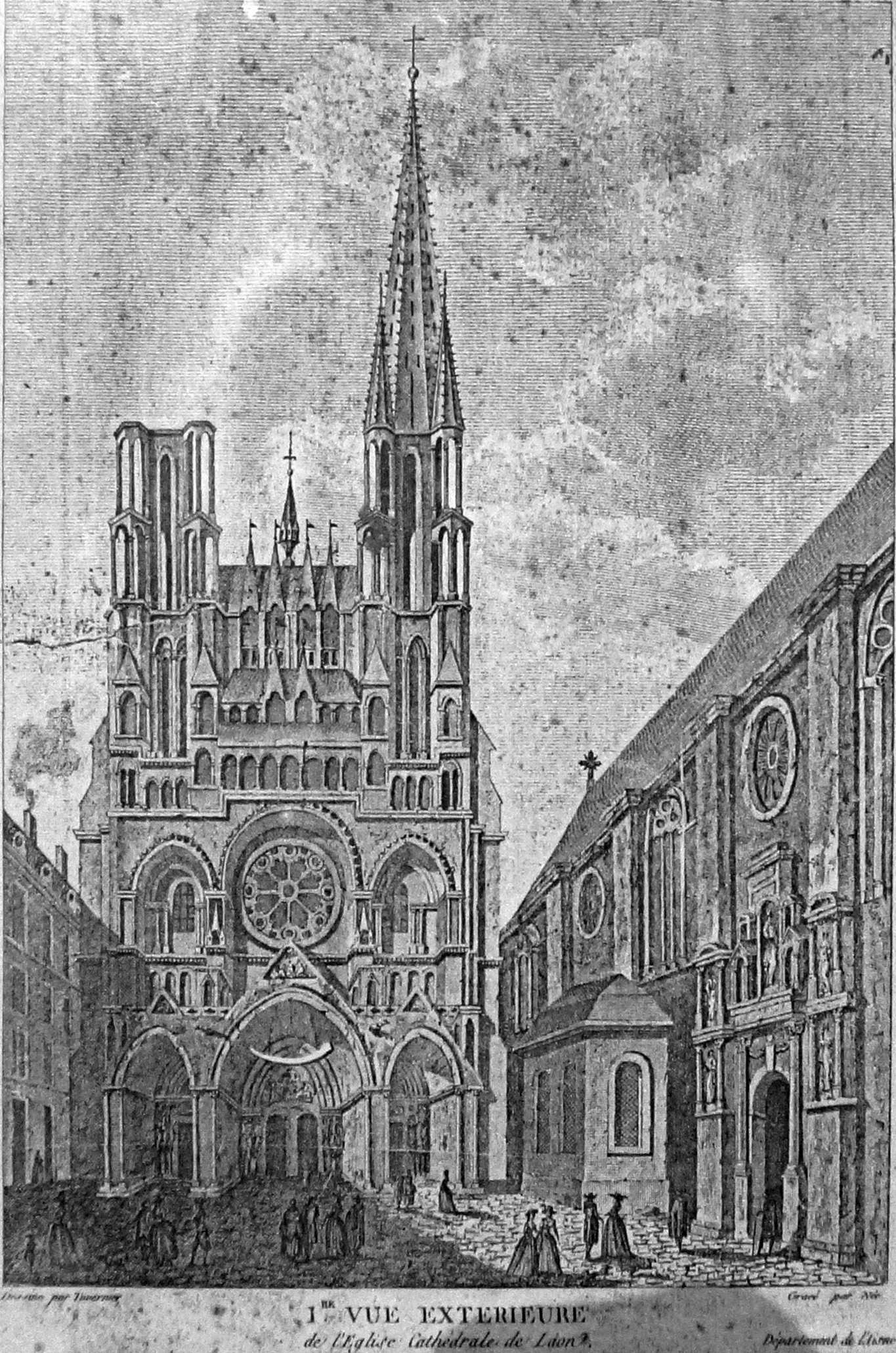
Gravure montrant la tour sud-ouest de la façade encore pourvue de sa flèche.

#### Les constructions duXIVesiècle
Tout au long du XIVe siècle, 27 chapelles furent construites entre les contreforts.
Au cours du XIVe siècle, la façade du croisillon sud est partiellement modifiée. Deux portes y sont percées à sa base. La rose initiale est remplacée par une grande fenêtre. Avec les chapelles latérales, c'est la principale partie de l'édifice qui, esthétiquement, ne date pas de la première époque de sa construction. Les portails y sont par exemple surmontés de hauts gables.
Entre 1555 et 1697 on ferma progressivement les chapelles par des clôtures de pierre.

### Heurs et malheurs de la cathédrale
Le 18 septembre 1692, un tremblement de terre ébranla la flèche.[réf. nécessaire]
- Grande tempête de 1705.
- En 1772 on altéra le portail central en surélevant son linteau, afin de laisser passer plus facilement le dais des processions.
- En 1793 la flèche de la tour sud-ouest fut démolie par les révolutionnaires, ainsi que le beffroi entre les deux tours de la façade occidentale et une partie des sculptures des portails.

Au milieu du XIXe siècle, une grande restauration devenue nécessaire (la façade occidentale s'étant tassée de 80 centimètres), des travaux de restauration furent confiés à l'architecte Émile Boeswillwald en 1853.
En 1870, l'explosion d'une poudrière provoqua la destruction des vitraux, ainsi que la mort de cinq cents personnes. Les morceaux des verrières orientales furent recueillis. Mais la rosace nord perdit la moitié de ses vitraux dans la catastrophe. Aucun vitrail des chapelles ne put être récupéré. Les travaux de restauration ne s'achevèrent qu'en 1914.[réf. nécessaire]
Pendant la Première Guerre mondiale, la ville de Laon fut occupée par l’armée allemande du 2 septembre 1914 au 13 octobre 1918. Située hors de la zone des combats, la cathédrale ne subit aucune destruction.
Au cours de la Seconde Guerre mondiale, la cathédrale fut épargnée lors des raids aériens britanniques qui frappèrent la ville de Laon en avril 1944. L'intervention de l'abbé Robert Lavarte, vicaire de la paroisse Saint-Léger, auprès du commandement allemand de la garnison de Laon aurait permis l'évacuation des engins explosifs déposés autour de la cathédrale.

## Plan et élévation

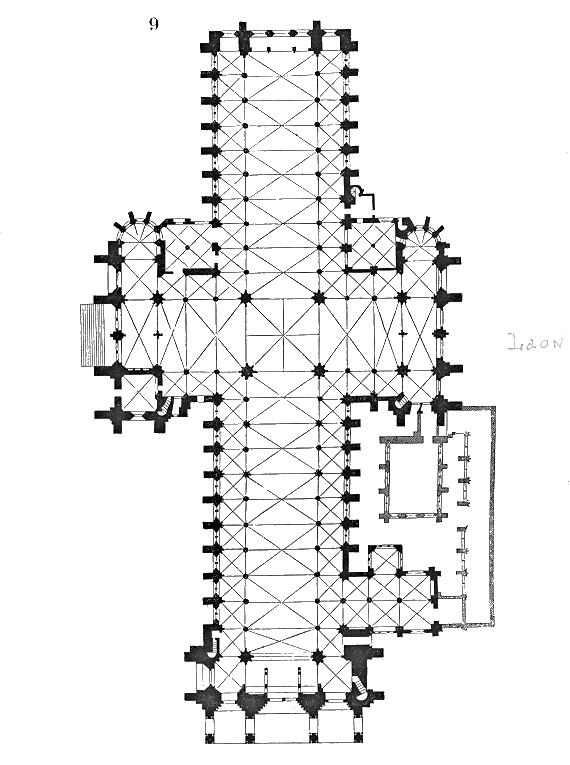
Plan de la cathédrale par Viollet-le-Duc, avec son cloître sur la droite.

C'est une cathédrale de style gothique primitif. Elle eut une grande influence sur de nombreux édifices gothiques comme les cathédrales de Bamberg (pour les tours), Magdebourg et de Limbourg (pour l'élévation intérieure avec tribunes), mais aussi sur celle de Chartres, pour le transept. Elle reprend des caractéristiques que l'on trouve à la cathédrale Notre-Dame de Tournai ou à la cathédrale de Reims.
La cathédrale Notre-Dame de Laon se dresse majestueusement sur la « montagne de Laon », la ville haute, surplombant la plaine de 100 mètres. La cathédrale possède trois grandes façades dotées de tours et des portails d'entrée monumentaux : à l'ouest comme de coutume, mais aussi au sud et au nord.
Sur les sept tours prévues, cinq s'élancent vers le ciel : les deux tours couronnant le bloc de façade ouest ; la tour-lanterne à la croisée du transept et deux tours aux extrémités du transept, qui comporte aussi deux tours semblables, mais seulement achevées à hauteur de la toiture. Villard de Honnecourt, maître d'œuvre et dessinateur du XIIIe siècle,  a dit qu'elles étaient les « plus belles du monde ». On dit aussi que l'architecte allemand Hermann Friedrich Waesemann s'en inspira dans la seconde moitié XIXe siècle pour les plans du beffroi du Rotes Rathaus (hôtel de ville de Berlin).
Les deux tours de la façade occidentale sont ornées de statues de bœufs grandeur nature. Elles rendent hommage aux bœufs qui ont acheminé les blocs de pierre depuis les carrières avoisinantes, notamment celles de la commune de Chermizy située à plus de 15 km, puis de les monter au sommet de la « montagne couronnée » de Laon. Selon la légende, épuisés par les efforts, les bœufs aurait été remplacés par un bœuf miraculeusement apparu.

## Dimensions
- Longueur : 110,50 m
- Largeur : 30,65 m
- Hauteur sous voûte de la nef : 24 m
- Hauteur de la tour-lanterne : 42 m
- Longueur du transept : 56 m (ou 54 selon les sources)
- Hauteur des tours de la façade occidentale: 56 m
- Hauteur de la tour de la façade nord du transept : 56 m
- Hauteur de la tour de la façade sud du transept : 60,5 m
- Diamètre de la rosace du chevet du chœur : 9 m
- Largeur du transept : 22 m

## Matériaux de construction
La haute colline sur laquelle est installée la vieille ville de Laon est une butte témoin, un détachement de la côte d'Île-de-France, composée de divers sédiments du Tertiaire, tandis que la plaine en bas est composée de terrains crayeux du Crétacé. La table rocheuse peu épaisse juchée au sommet de ce promontoire, qui forme un plateau, est constituée de calcaires du Lutétien, datant d'environ 45 millions d'années. C'est une excellente pierre à bâtir, solide tout en restant relativement facile à travailler. Cette pierre est caractéristique de toute la région parisienne. Laon est situé à la limite nord de la répartition de ces calcaires dans le Bassin parisien.
Le sous-sol de la ville est entièrement creusé de carrières souterraines sur deux à trois niveaux directement sous les maisons, dont la pierre a servi à construire la ville et ses monuments. Mais l'activité de ces carrières n'a pas toujours été suffisante : d'autres carrières ont aussi été exploitées sur les autres collines tertiaires autour de Laon pour alimenter les grands chantiers de construction médiévaux. La cathédrale est construite en un calcaire lutétien à ditrupa, tandis que les sculptures des portails sont en calcaire lutétien à milioles qui est plus fin. Les nombreuses restaurations plus récentes de la cathédrale ont été faites en calcaire lutétien à milioles importé des carrières de l'Oise.

## Extérieur de la cathédrale

### Façade occidentale

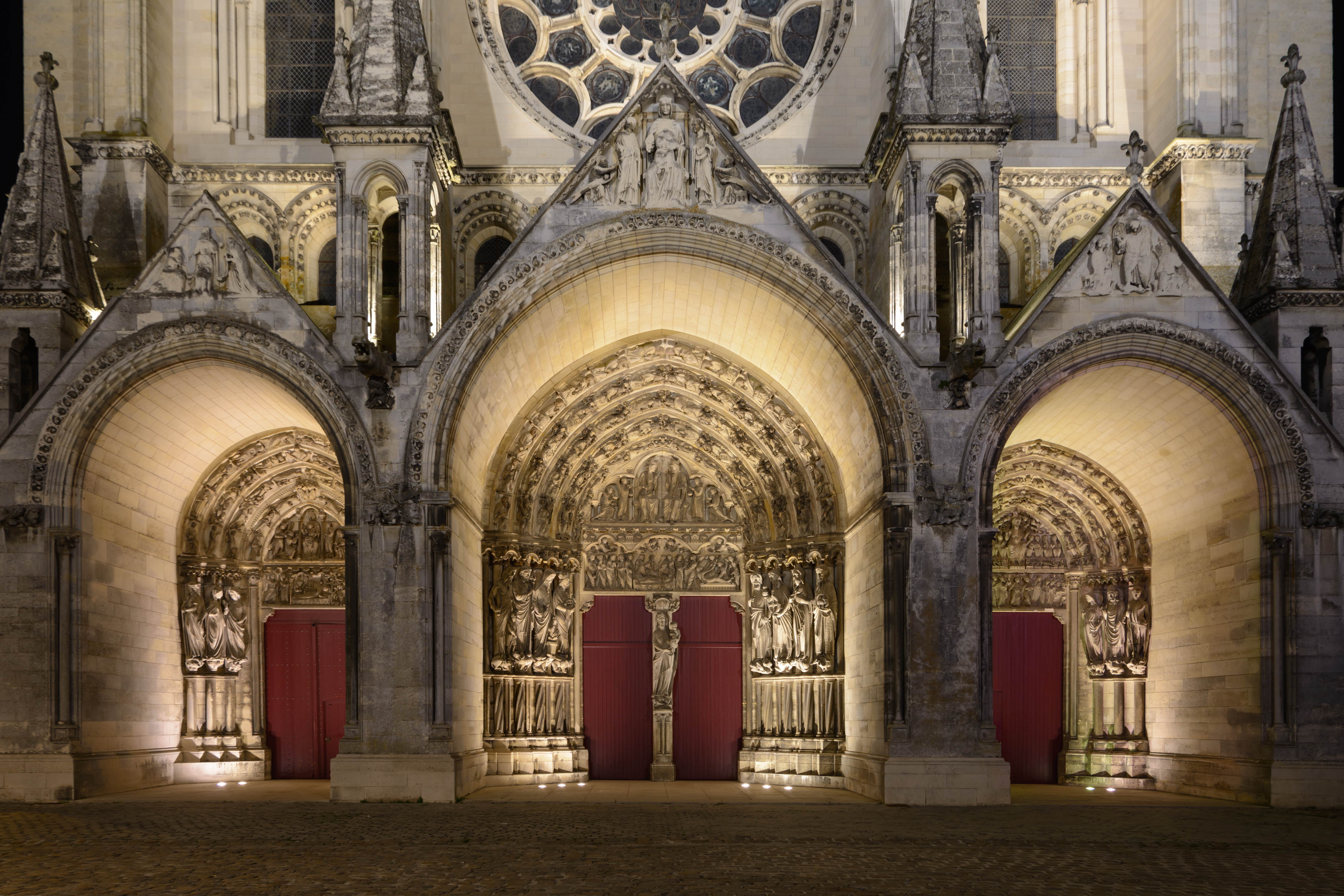
Les portails de la façade occidentale.

La façade occidentale de la cathédrale reprend des éléments de l'architecture des églises carolingiennes. Elle présente un puissant massif débordant la largeur du vaisseau de la nef en la contrebutant. Le rez-de-chaussée est composé de trois porches au fond desquels ont été trois portails. Au premier étage, la rosace à roue est formée d'un oculus d'où partent douze rayons de pierre. De part et d'autre de la rose, une fenêtre haute ornée de voussures a été percée. Au second étage, une galerie ajourée court le long de la façade. La partie centrale de la galerie est plus élevée que les parties latérales. Au-dessus de la partie centrale a été placée un groupe sculpté représentant la Vierge entourée de deux anges.

#### Portail central: le couronnement de la Vierge

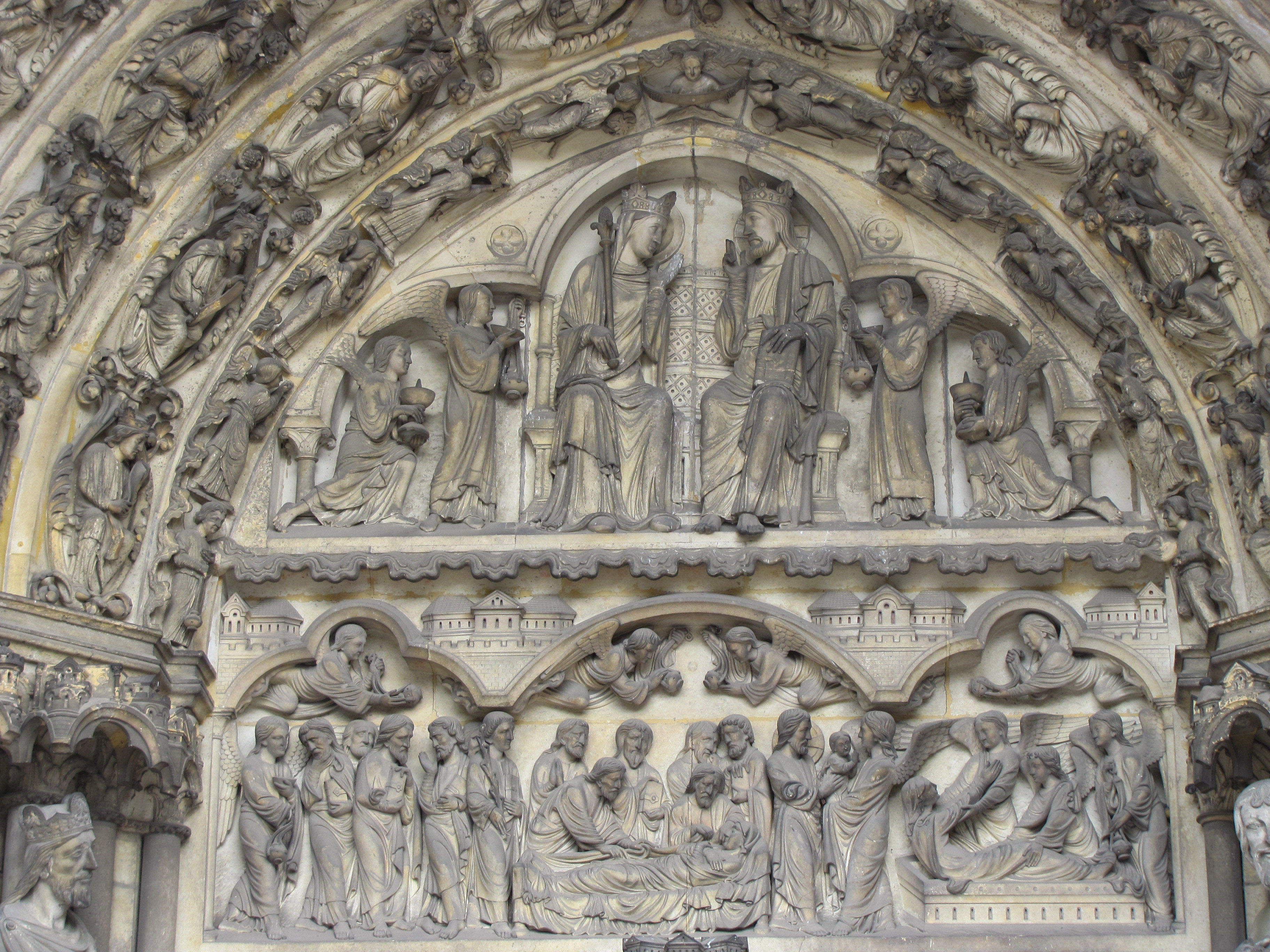
Portail central : le couronnement de la Vierge.

Seules les sculptures du tympan et des voussures datent du Moyen Âge. Le linteau a été détruit au XVIIe siècle. Les sculptures des pieds-droits ont été détruites à l'époque révolutionnaire. Le tympan est décoré de sculptures représentant au registre supérieur la Vierge Marie assise, portant un sceptre qui regarde son fils, assis lui aussi, tenant un livre entre sa main et sa cuisse gauches. De part et d'autre, deux anges thuriféraires, dont l'un est agenouillé, ont les ailes déployées.
Les voussures sont ornées de sculptures représentant, pour la première, des anges portant les attributs de la Vierge, pour la deuxième et la troisième un Arbre de Jessé et les prophètes annonciateurs de la venue de Jésus. On reconnaît Jessé endormi, tenant son arbre, le roi David avec sa harpe et la reine Bethsabée. Des traces de polychromie sont toujours visibles.

#### Portail de droite: le Jugement dernier

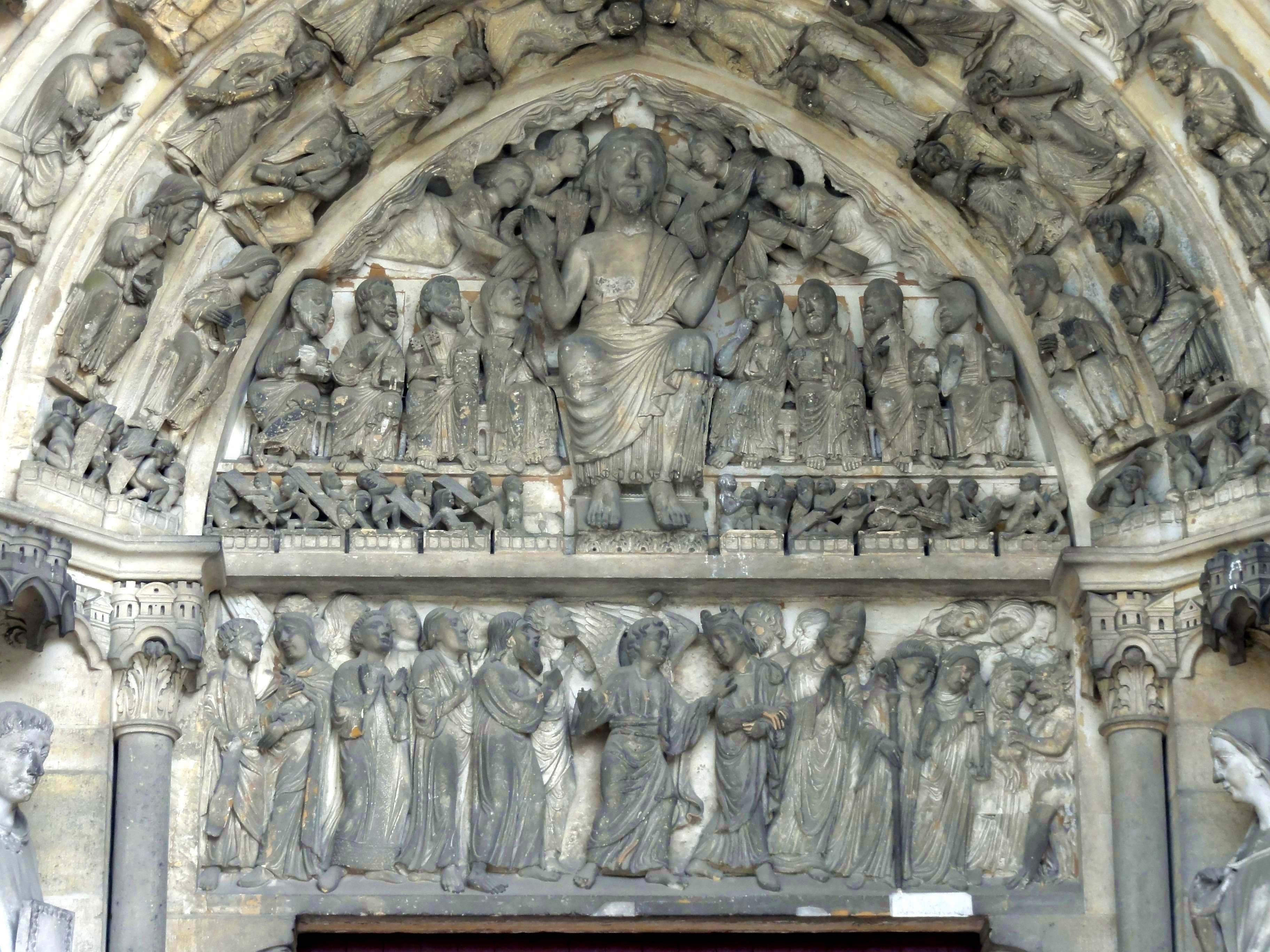
Portail de droite : le Jugement dernier.

Les sculptures du tympan et des deux premières voussures du portail du Jugement dernier ont été réalisées vers de 1160, les sculptures des trois autres voussures datent de la fin du XIIe siècle. La composition sculptée du tympan représente au registre supérieur le Christ en majesté, montrant ses plaies. Au-dessus, des anges portant la croix, les clous, la couronne d'épines. Au-dessous, de part et d'autre du Christ, on reconnaît, la Vierge Marie et les apôtres. Au-dessous, aux pieds du Christ, les morts ressuscitent. Au linteau, sont représentés l'archange saint Michel, les ailes déployées, repoussant les prévaricateurs, roi, évêque, abbé, moniale et avare dont le diable prend la bourse vers l'enfer. À gauche, les anges accueillent les élus au paradis. Dans les voussures, des anges sonnent de la trompette ou portent les âmes des enfants dans le sein d'Abraham, un ange distribuant des couronnes, les bienheureux sont couronnés. Sur la voussure externe, le Christ appelle, par la porte du Temple ouverte, les vierges sages avec des lampes allumées ; les vierges folles ont des lampes renversées (les Dix vierges) la porte du Temple étant fermée.

#### Portail de gauche: la Nativité

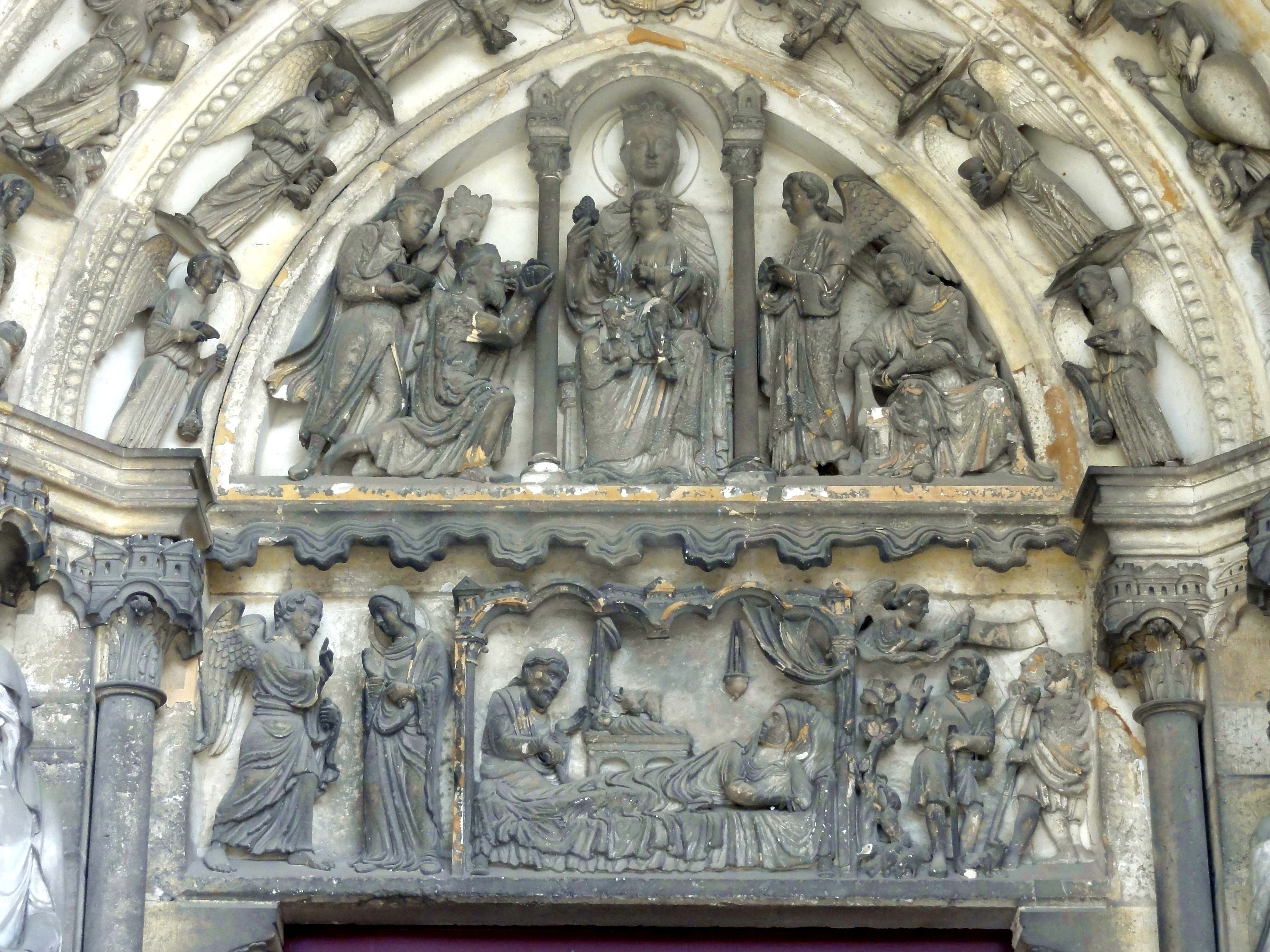
Portail de gauche : la Nativité.

Au linteau du portail de la Nativité est représentée la Vierge allongée. L'Enfant Jésus est posé sur l'autel du sacrifice avec rideaux et lampe. On reconnaît également l'âne et le bœuf, les bergers. Au tympan, les rois mages offrent les présents à l'Enfant Jésus sur les genoux de sa mère. On voit également Joseph assis et un ange. Les voussures sont ornées de statues représentant des anges, le combat des vices et des vertus avec en haut la Charité qui donne son manteau à un pauvre. Les troisième et quatrième voussures montrent le défilé des prophètes, une pièce jouée à Noël, des juifs et des païens annonçant la venue du Christ. Virgile écrivant qu'une Vierge enfantera ; au-dessus, on reconnaît la bénédiction de Jacob ; à droite, un ange tenant par les cheveux Abacus portant à Daniel prisonnier, entouré de lions, un panier rempli de provisions. La troisième voussure représente une vertu levant un glaive et foulant le vice terrassé. Le roi Nabuchodonosor rêvant à la statue en or est le seul des personnages de la frise qui n'ait pas été mutilé.

### Les tours

#### Les tours de la façade ouest
La façade ouest est surmontée de deux tours s'élevant à 52 mètres de hauteur. La base des deux tours suit d'abord un plan carré avec deux baies géminées garnies d'abat-sons et encadrées de clochetons. L'étage supérieur de plan octogonal est garni aux angles de tourelles évidées, pour laisser moins de prise au vent. Ces tours sont couronnées par des terrasses bordées de balustrades.
La tour sud-ouest dite « tour Saint-Paul » se terminait par une haute flèche en pierre, la seule qui avait été construite sur les sept flèches prévues au total pour la cathédrale selon le projet d'origine, mais elle a été démolie en 1793.
À chaque angle, sur les demi-étages supérieurs, on peut voir la statue en pierre de bœufs. Ils sont seize au total. Une légende avance que lors de la construction de la cathédrale au XIIe siècle, un bœuf blanc serait miraculeusement apparu, comme descendu du ciel, pour tirer un chariot transportant des pierres sur la difficile montée de la colline de Laon, remplaçant un autre bœuf épuisé, et que ces sculptures lui rendraient hommage. Mais cette légende est apparue après l'achèvement des tours. On ne leur connait pas non plus de symbolique religieuse. Leur signification reste donc à ce jour un mystère. Ces bœufs étant représentés grandeur nature, ils pourraient éventuellement s'agir de repères permettant aux contemplateurs du monument se situant au sol de se rendre compte de la dimension des tours et de leurs ornements.

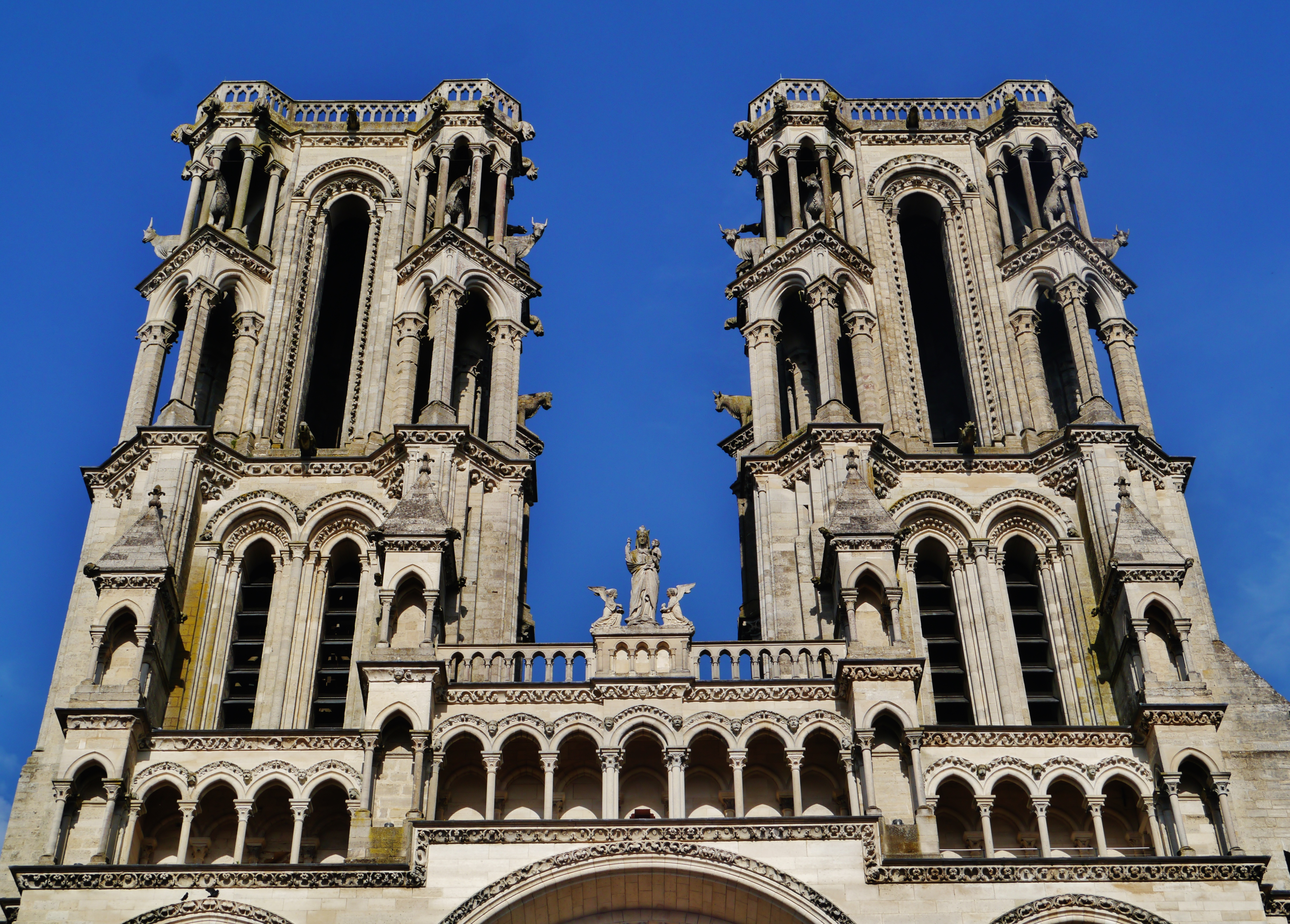
Les deux tours de la façade occidentale.
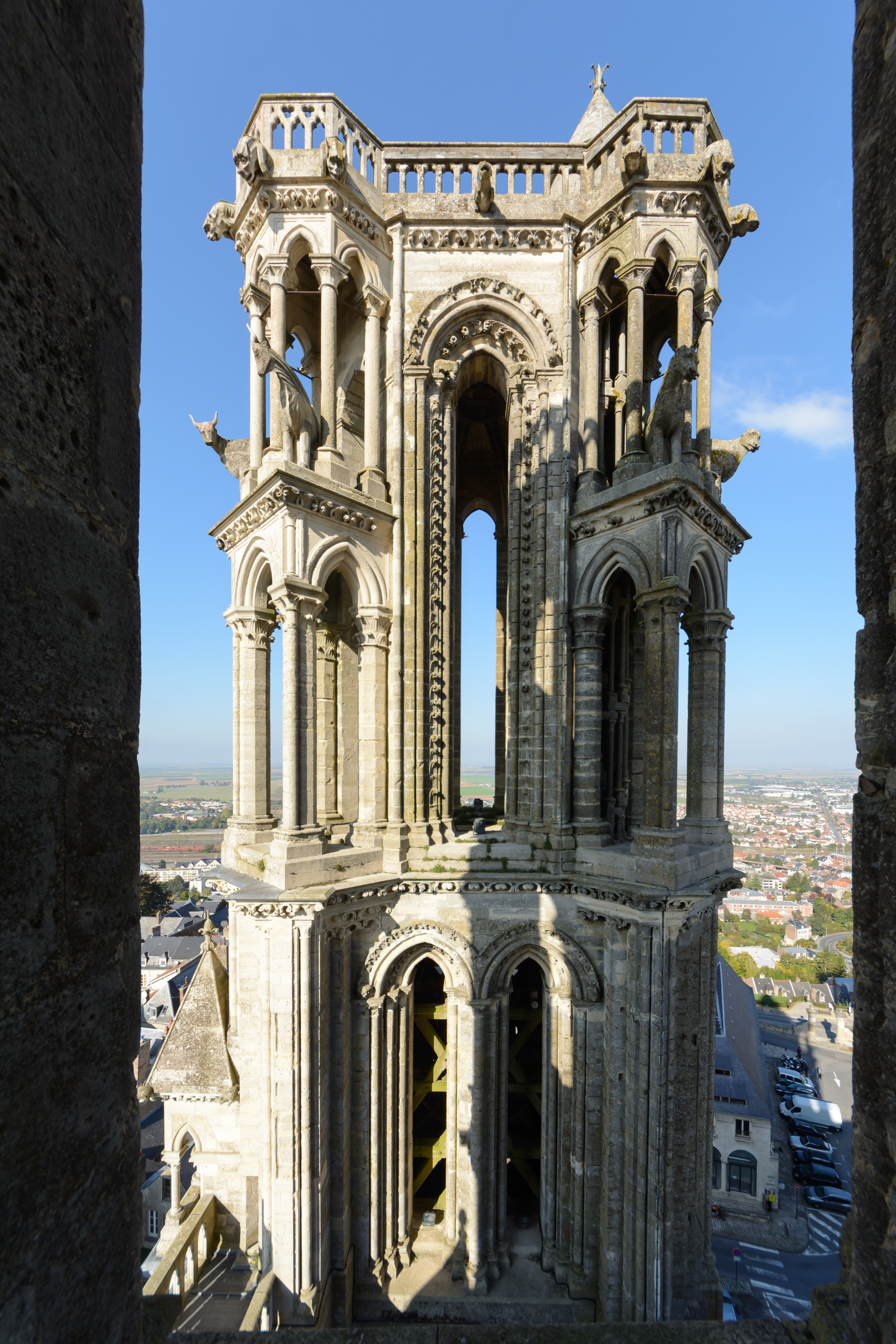
Tour nord-ouest.
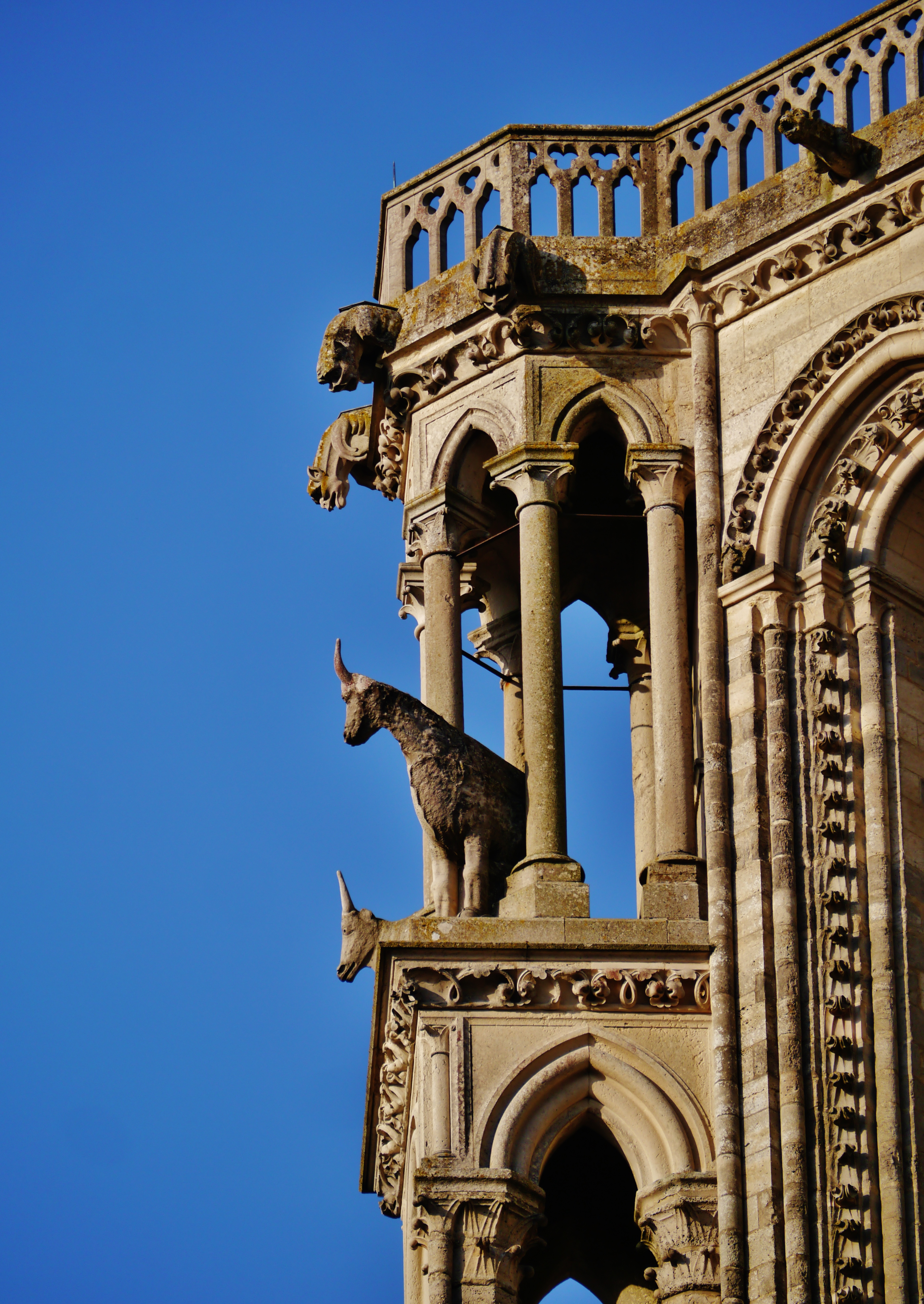
Détail d'une tour occidentale
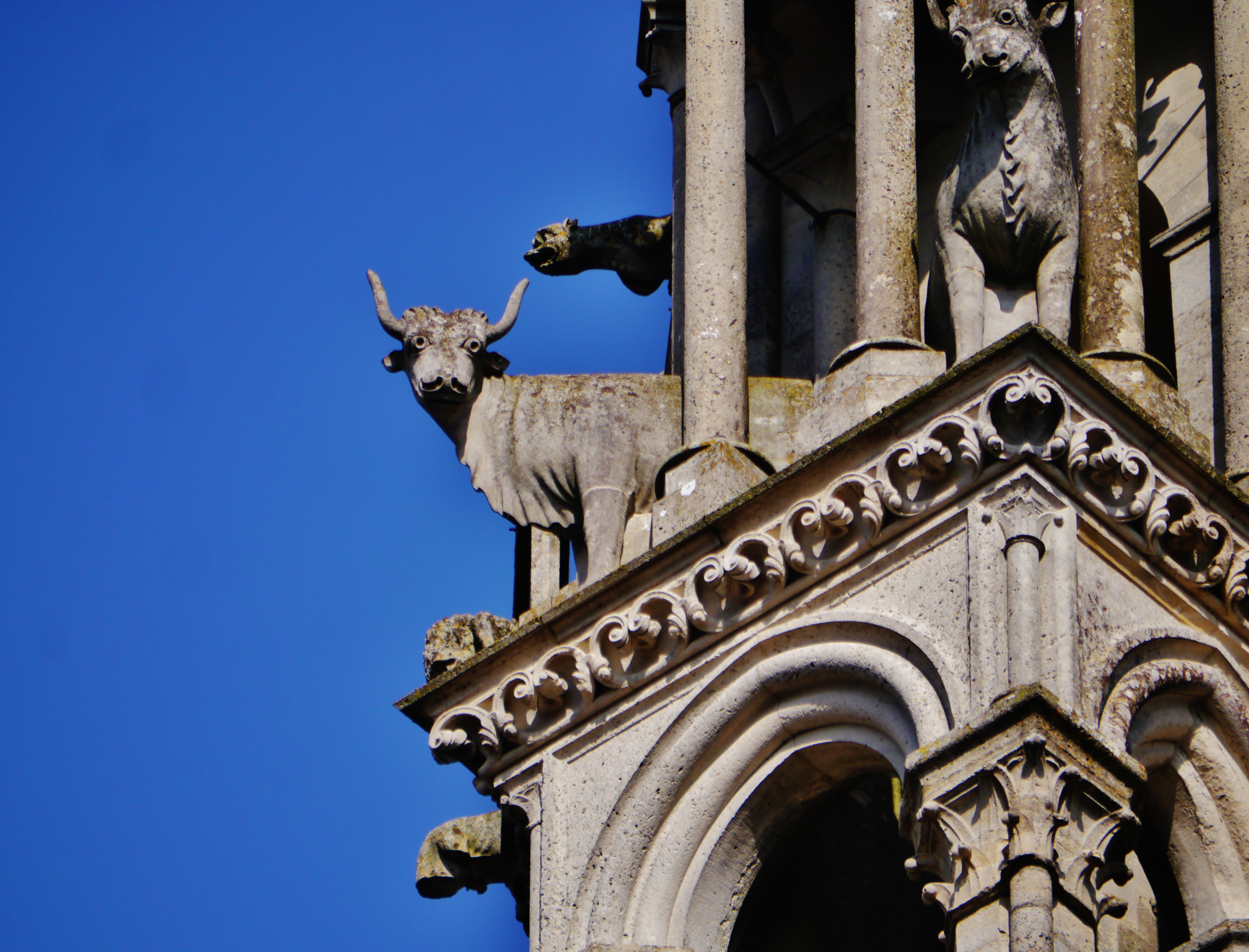
L'un des seize bœufs ornant les deux tours.
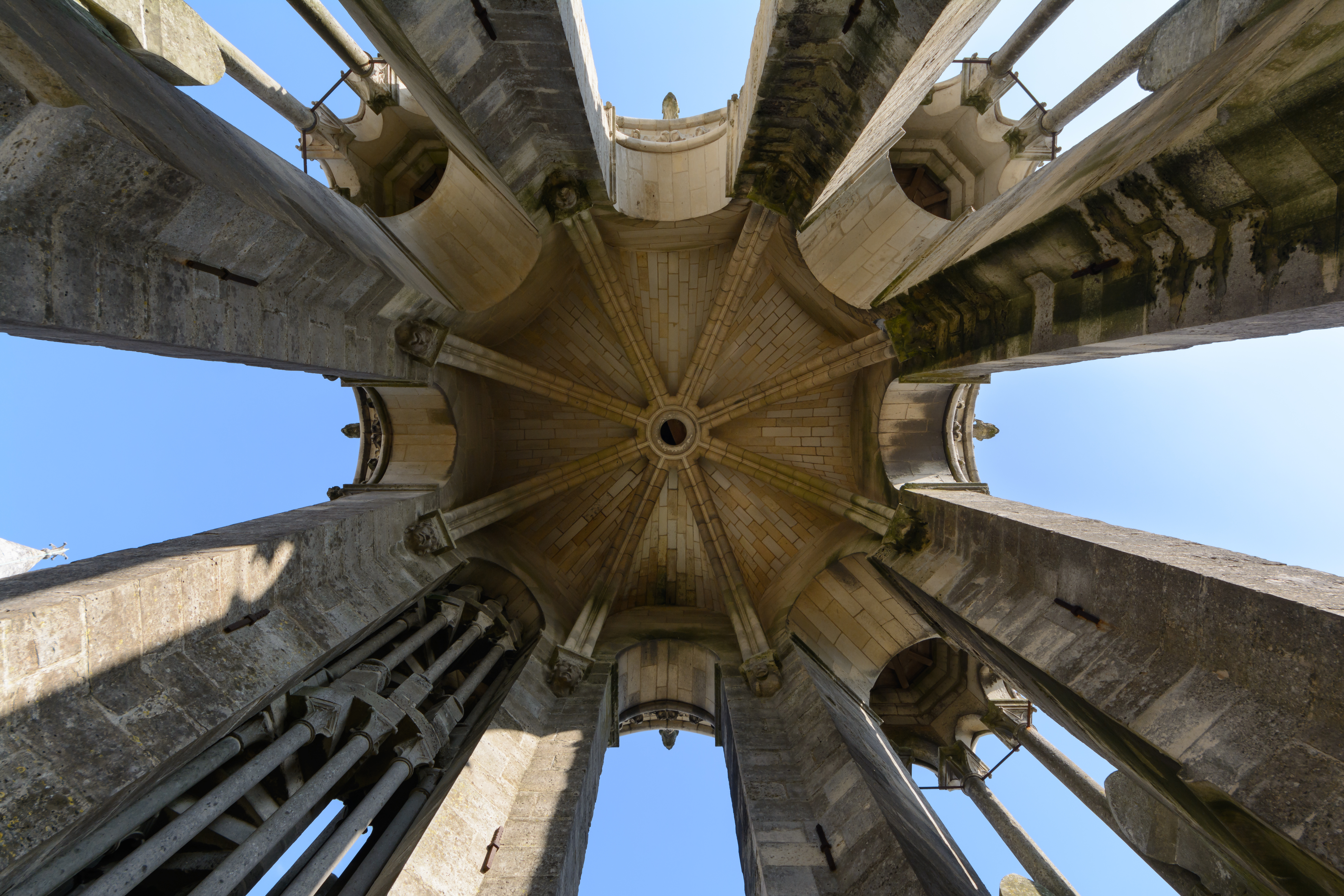
Intérieur de la tour sud-ouest, avec son escalier en bas à gauche.

#### La tour nord dite «tour Thomas Beckett»
La tour du croisillon nord du transept porte le nom de Thomas Beckett, en mémoire de son passage à Laon, en 1163. La tour est haute de 60 mètres, elle est plus élancée que les tours de la façade ouest. De l'autre côté du double portail, se trouve une autre tour inachevée qui se termine à la hauteur de la galerie qui surmonte la grande verrière de la façade.

#### La tour sud dite «tour de l'horloge»
La tour de l'horloge est évidée sur trois niveaux comme les autres tours. Ses tourelles d'angles sont construites selon un plan octogonal sur les deux derniers étages. Elle aurait servi de modèle pour la construction des tours de la cathédrale de Bamberg, en Allemagne, en 1234. Comme au nord, une autre tour inachevée existe de l'autre côté du portail du transept.

#### La tour lanterne
La tour-lanterne est placée à la croisée du transept dont elle éclaire l'intérieur.

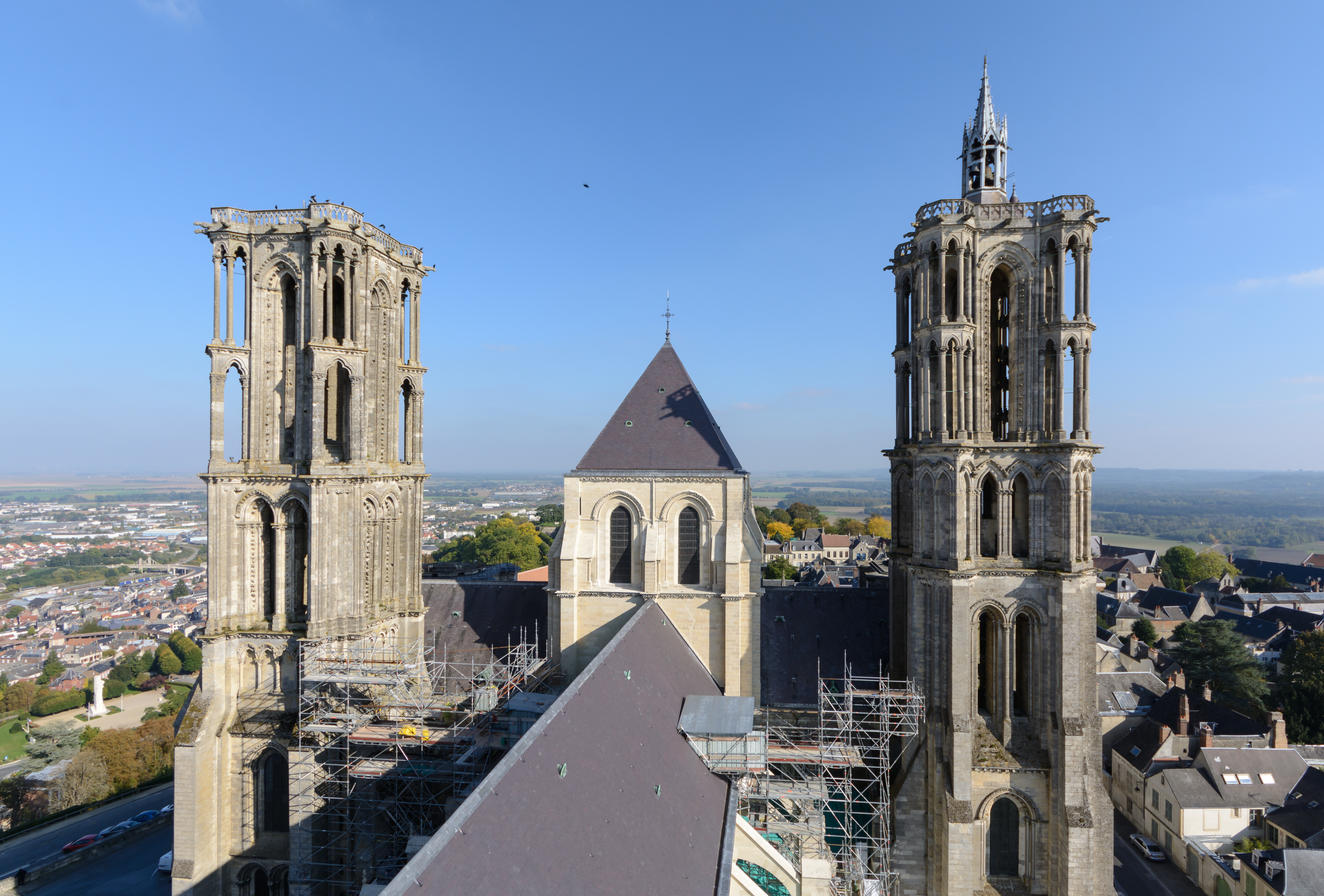
Les trois tours du transept : la tour lanterne au centre, la tour nord à gauche et la tour sud à droite.

### Le chevet
Le chevet de la cathédrale de Laon a la caractéristique d'être plat comme dans nombre des cathédrales anglaises. La façade orientale de la cathédrale est percée de trois hautes fenêtres et d'une rose. Au-dessus de la rose, une galerie couverte relie deux clochetons. Deux contreforts viennent soutenir le mur. sur les côtés, les contreforts furent dotés de culées. La corniche est décorée de feuilles d'acanthe ciselées.

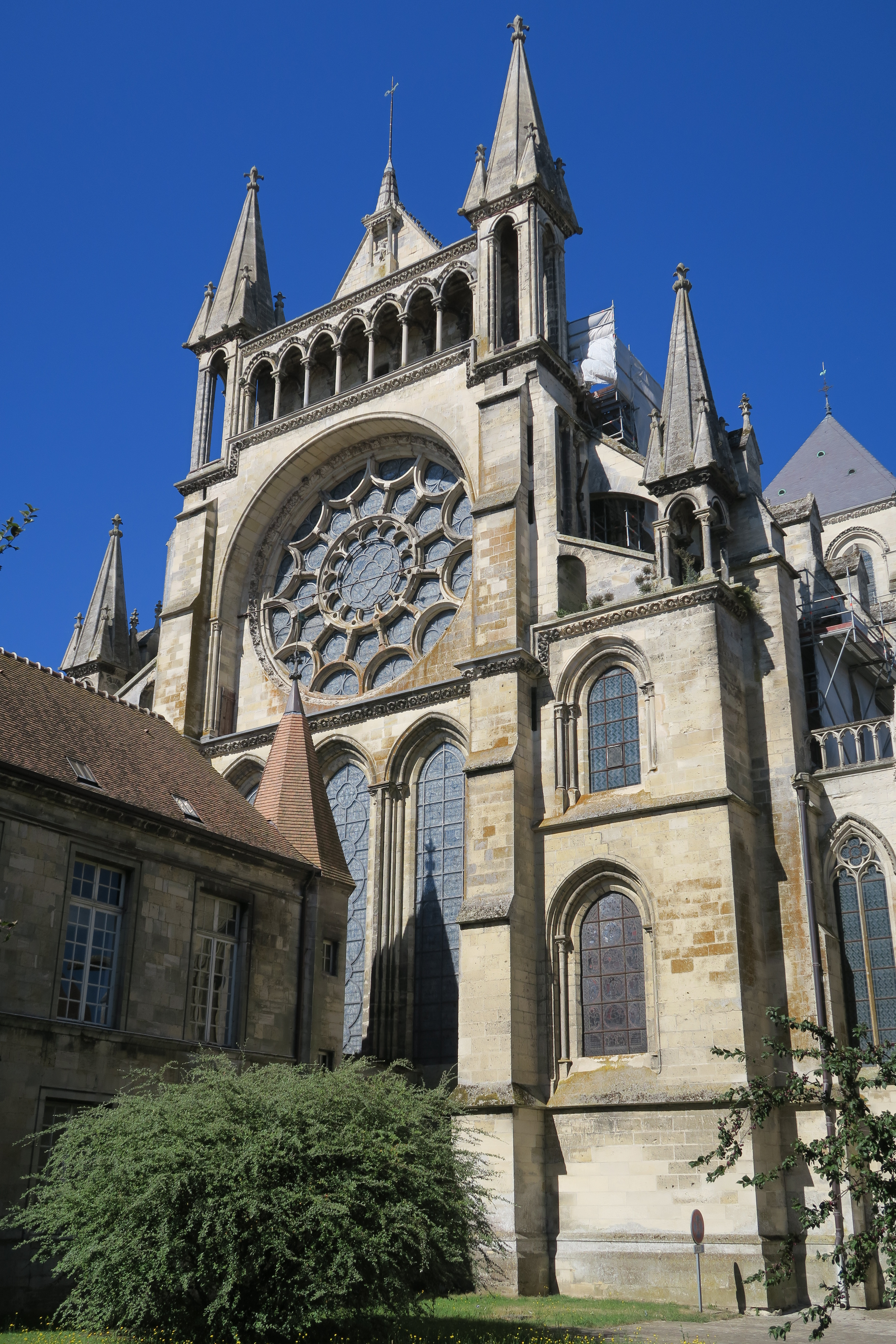
Chevet

## Cloches
La cathédrale possède une sonnerie de cinq cloches de volée fondues par la fonderie Paccard d'Annecy en 1927 et baptisées le lundi 18 avril 1927 (lundi de Pâques).
- Léonie-Marie-Thérèse (bourdon) : Si 2 - 2.999 kilos
- Marguerite-Berthe-Marie : Do # 3 - 2.135 kilos
- Jeanne-Christiane : Ré # 3 - 1.491 kilos
- Marie-Bernadette-Thérèse : Mi 3 - 1.190 kilos
- Jacqueline-Françoise-Marguerite : Fa # 3 - 835 kilos

## Intérieur de la cathédrale

### La nef

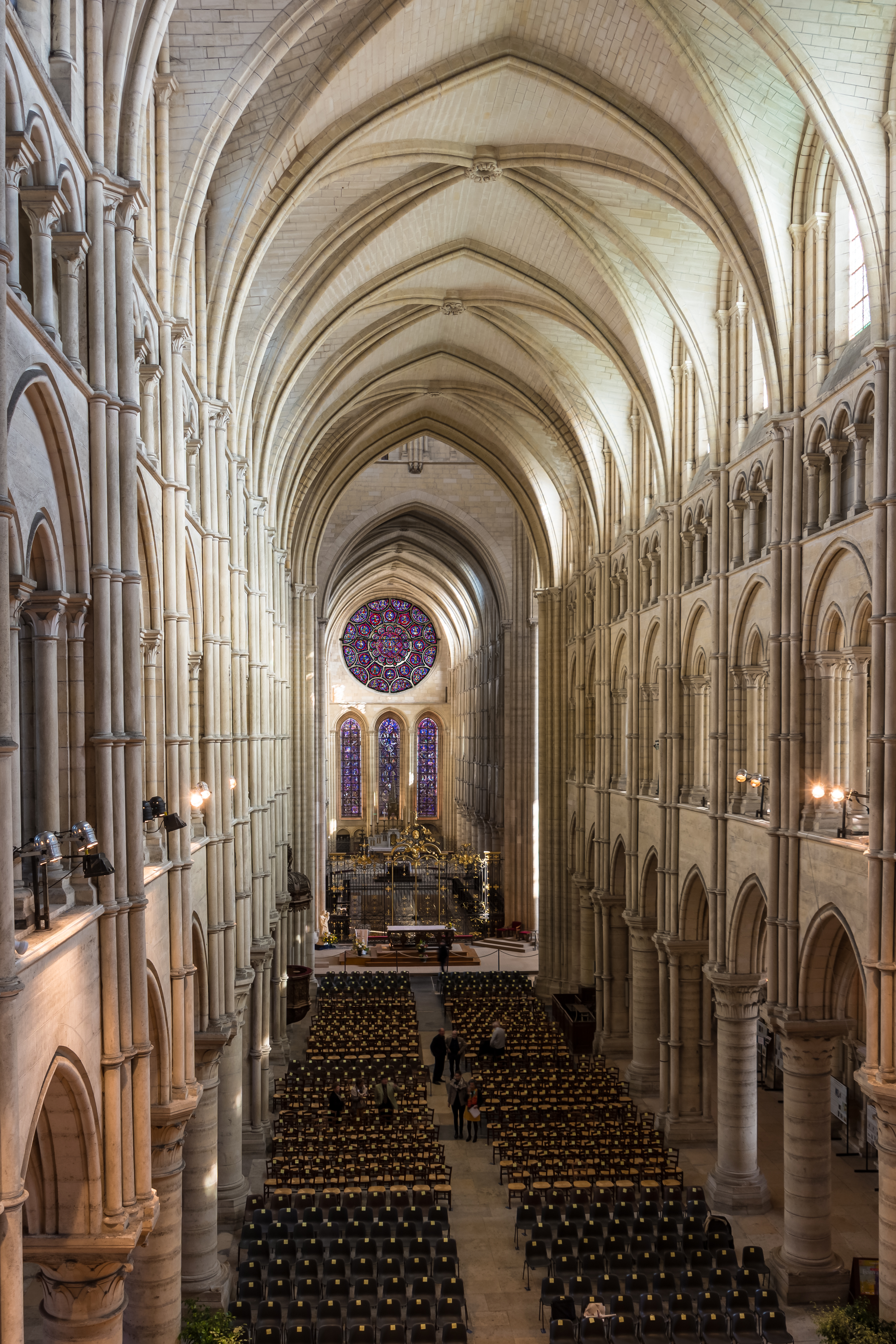
La nef en direction du chœur.

Celle-ci comporte onze travées couvertes par des voûtes sexpartites (sauf dans la première travée) hautes de 26 mètres. L'élévation est à quatre niveaux : grandes arcades, tribunes, triforium et fenêtres hautes. Au premier niveau, les grandes arcades reposent sur des piles alternées, c'est-à-dire en alternance piles fortes-piles faibles. Les piles faibles sont rondes, avec des chapiteaux octogonaux qui reçoivent chacun trois ogives provenant de la voûte de la nef. Les piles fortes sont également rondes, mais plus puissantes. Elles supportent cinq ogives sur des chapiteaux carrés.
Les deux dernières piles fortes de la nef qui précèdent la croisée du transept sont composées d'une colonne ronde entourée de cinq colonnettes. Ces dernières servent à renforcer la colonne ronde centrale en question. Le tailloir qui reçoit un faisceau de cinq colonnettes est alors rectangulaire.
Au second niveau de la nef, les tribunes à claire-voie comportent des baies géminées à remplage plein. 
Au-dessus, le triforium qui forme le troisième niveau est aveugle donc à mur de fond plein. Il est formé de petites baies à trois arcades. Enfin, tout en haut, le quatrième niveau est composé de fenêtres hautes à baies simples.
La nef est bordée de deux collatéraux, l'un au nord, l'autre au sud du vaisseau central. Ils sont eux aussi voûtés d'ogives, mais ici la voûte est quadripartite. Un total de 27 chapelles latérales, construites entre les contreforts, s'ouvre sur les collatéraux de la nef et du chœur.
Au revers de la façade, la grande rosace rayonnante de la nef est partiellement cachée par le buffet d'orgue.

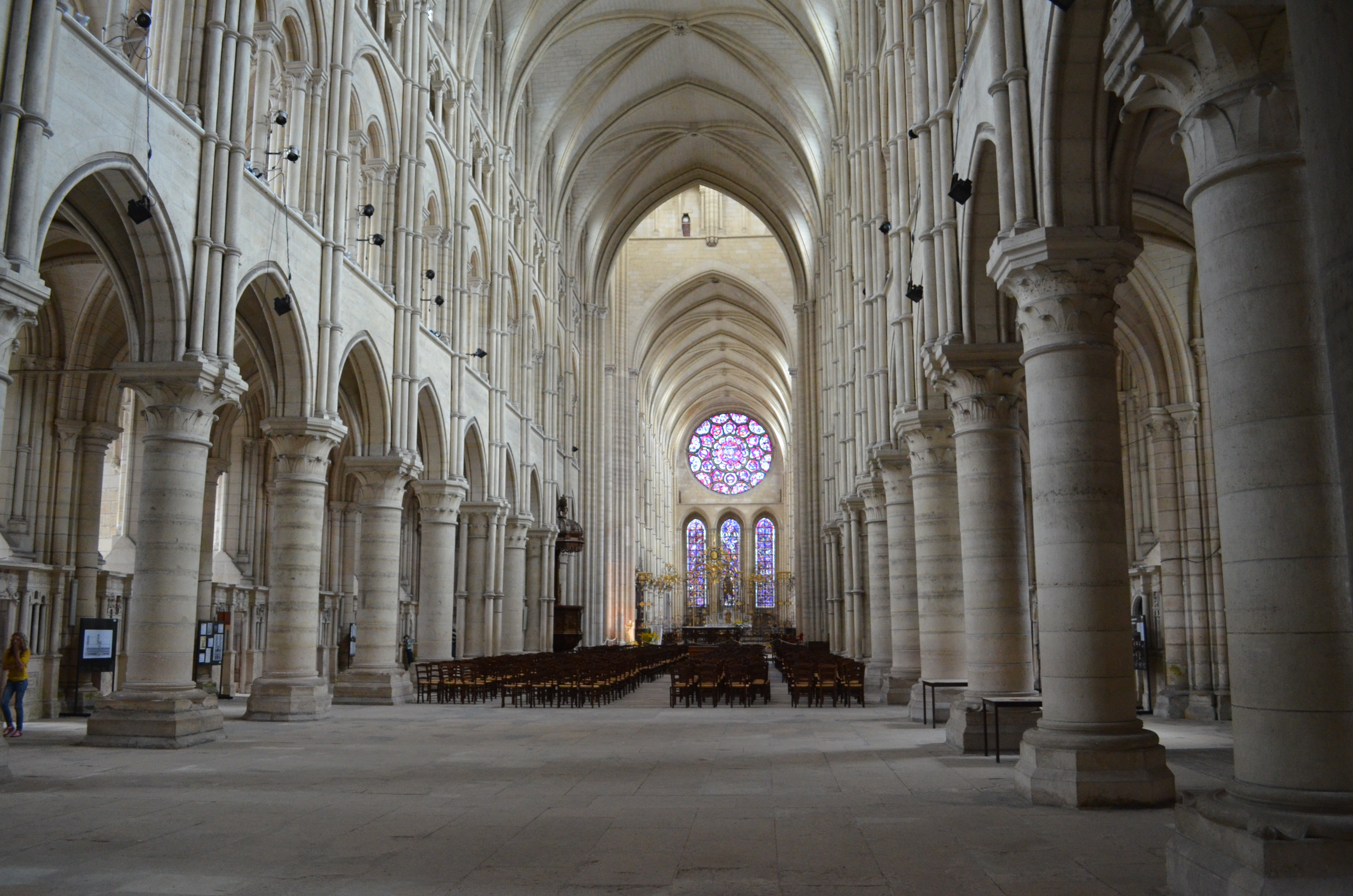
La nef, vers le chœur.
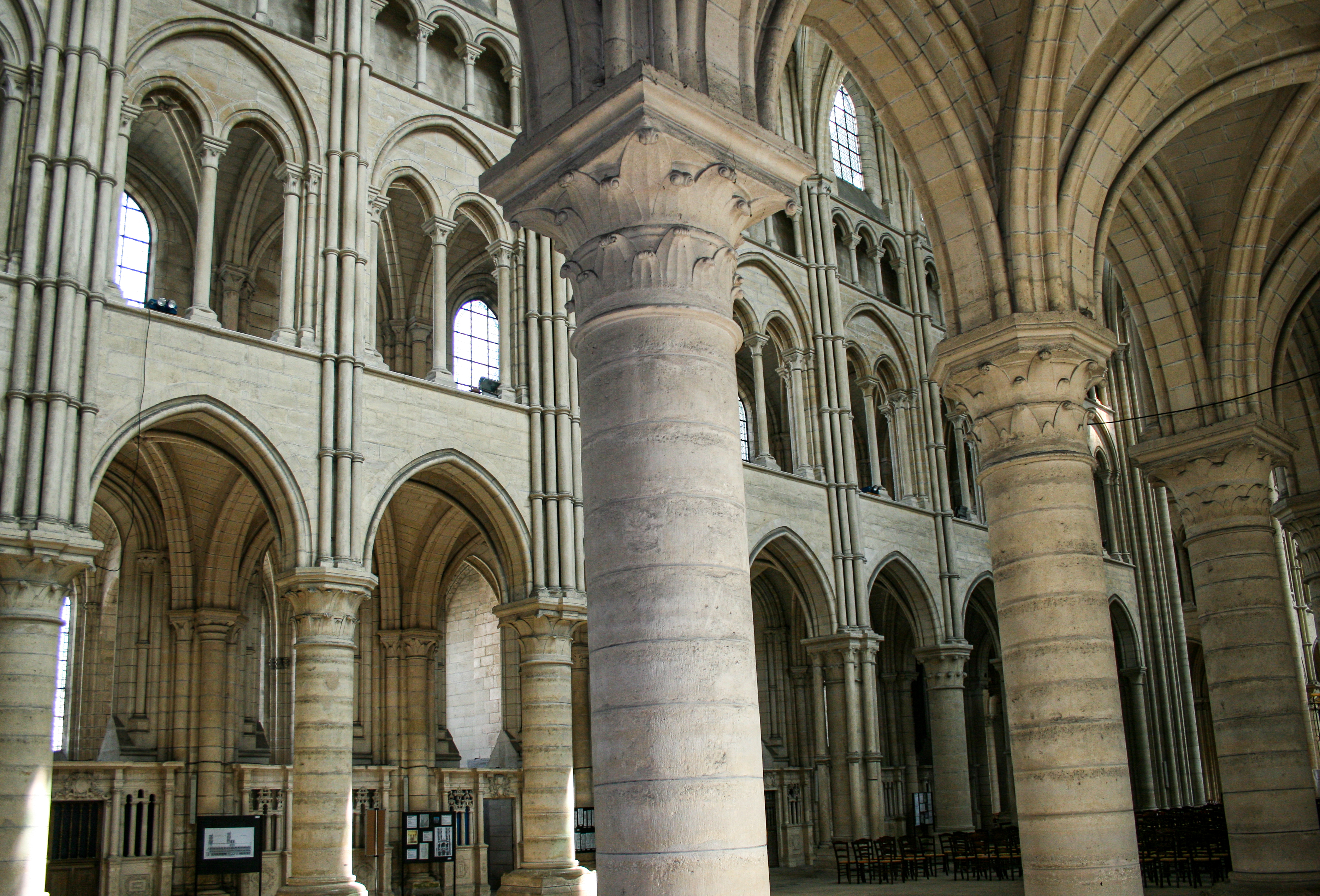
Vue sur l'élévation de la nef.
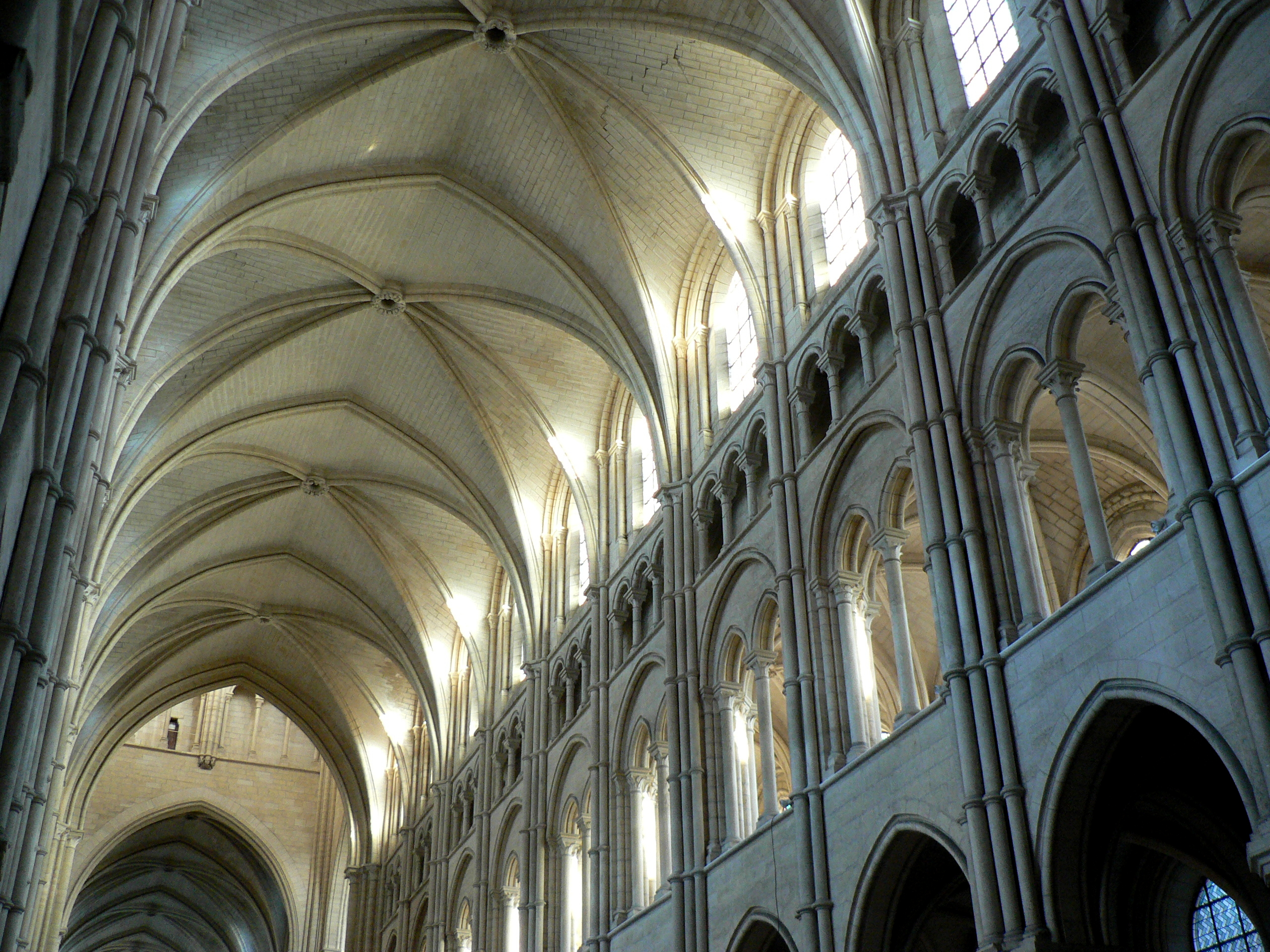
Voûte et claire-voie de la nef.

### Le transept
Lors de la construction de la cathédrale, Laon était avec ses 15 000 habitants l'une des plus grandes villes du royaume de France. Le transept construit de 1170 à 1185 frappe par l'ampleur de son architecture : profond de 54 mètres, large de 22 mètres, entouré de larges bas-côtés, il apparaît comme une deuxième église à l'intérieur de l'édifice.
Au départ, lors de la construction de la cathédrale, le chœur peu profond ne comportait que trois travées. Il fut vite considéré comme bien trop petit, et on décida de l'allonger en le portant à dix travées. En conséquence, le transept coupe la cathédrale presque en son centre.
À la croisée du transept s'élève la tour-lanterne. La croisée s'élève de ce fait à plus de 30 mètres (48 mètres à l'extérieur). À la base de l'intérieur de la tour se trouve un triforium aveugle, c'est-à-dire dont le mur de fond est plein et ne comporte pas de fenêtres. De structure carrée, comme la croisée sous-jacente, ce triforium est composé de huit grandes arcades, deux par face. Au-dessus du triforium on peut voir huit fenêtres, deux par face également, destinées à éclairer l'intérieur de la cathédrale, ce qui justifie l'appellation de tour-lanterne.
L'élévation du transept est semblable à celle de la nef. Chacun des deux croisillons est formé de quatre travées bordées de collatéraux. Ils se terminent tous deux par des absidioles à deux étages.

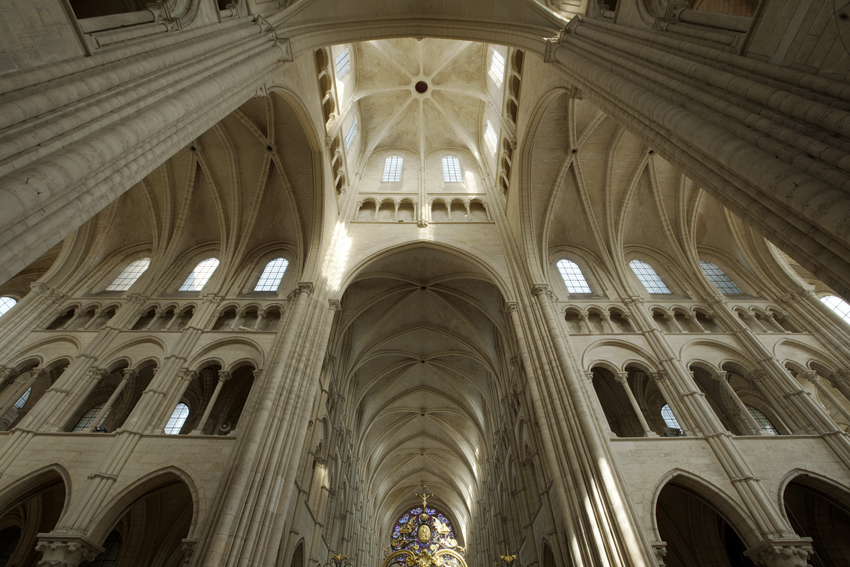
La croisée du transept.
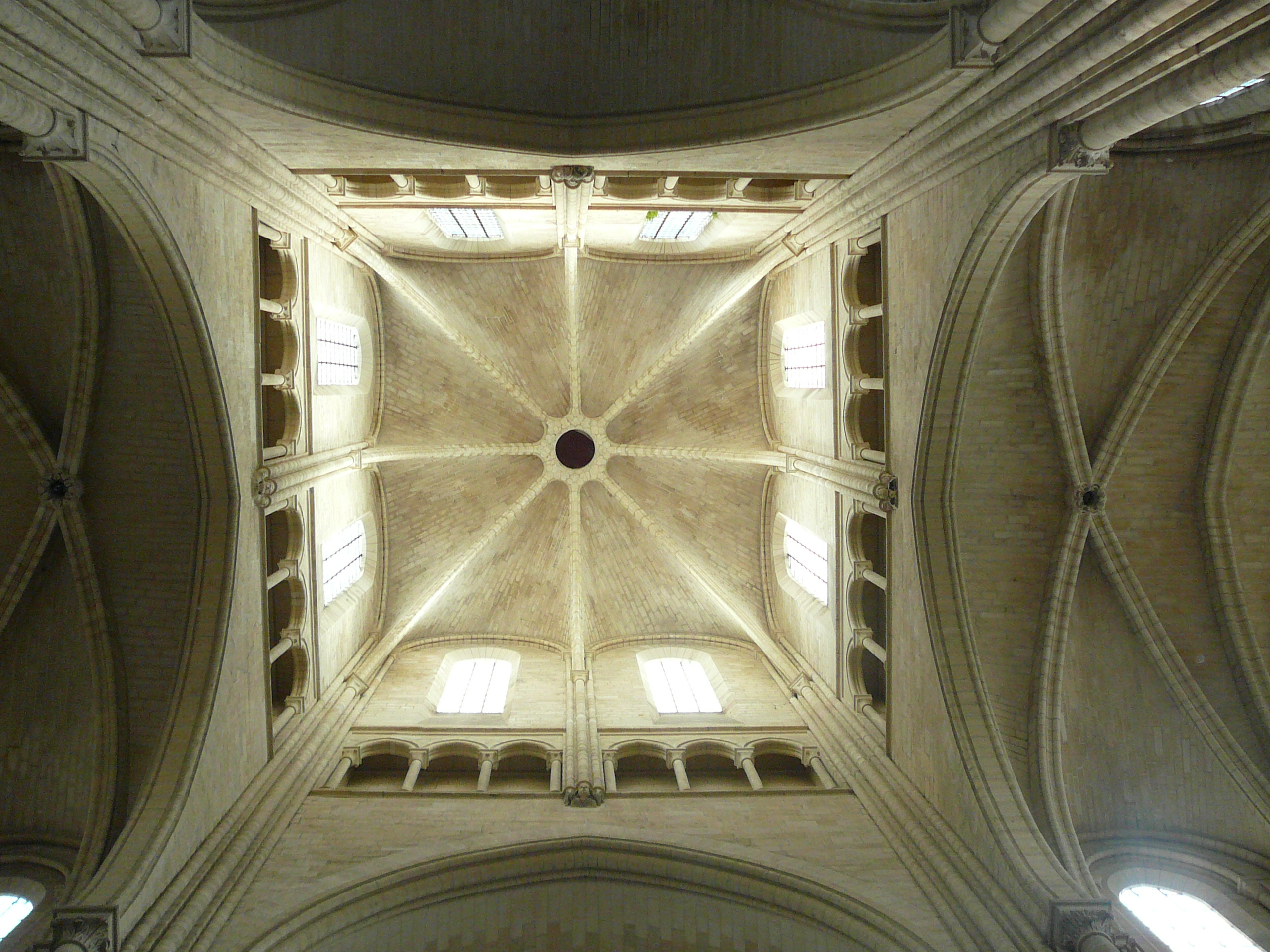
Intérieur de la tour lanterne.
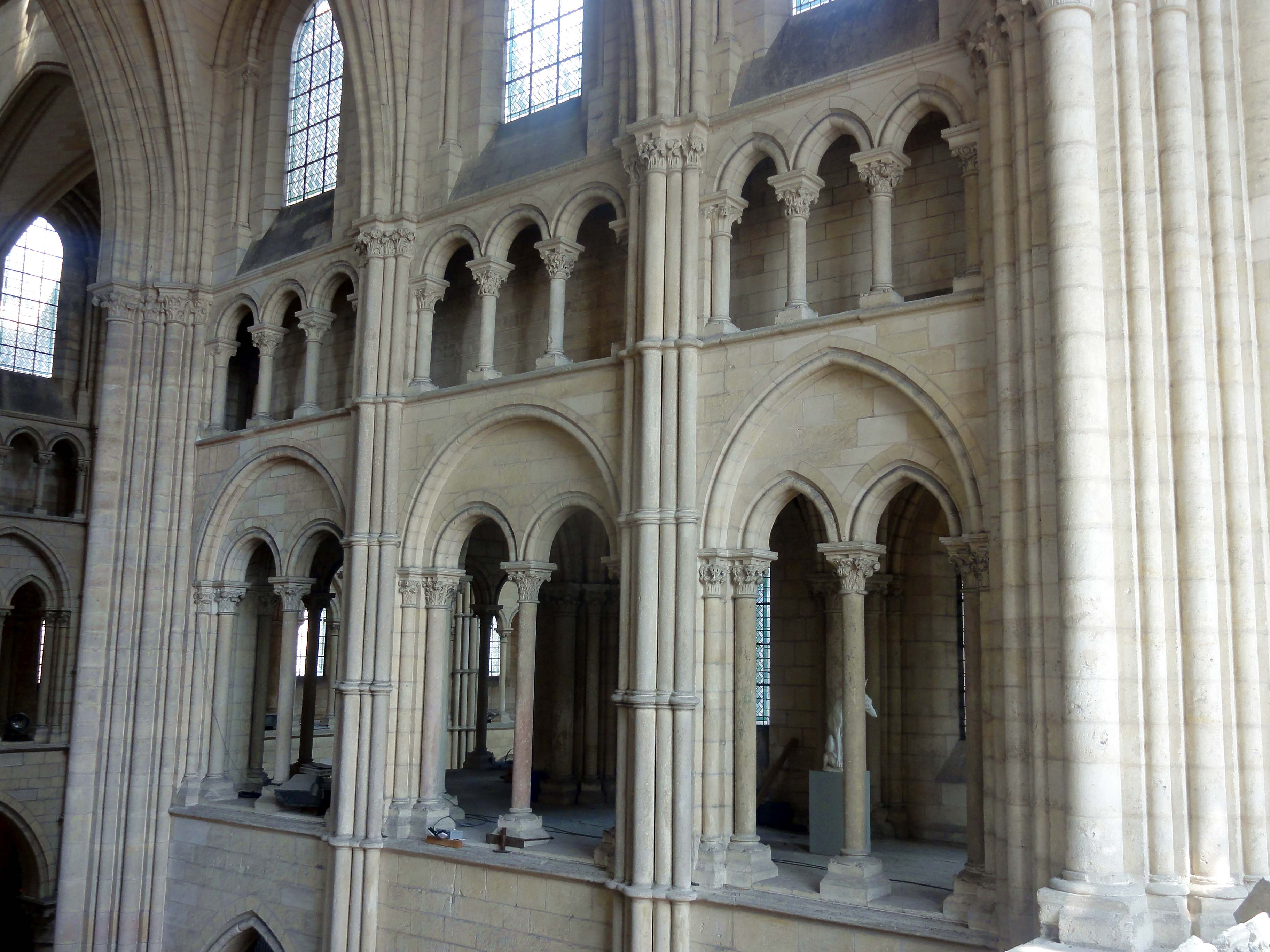
Tribunes et triforium dans le transept.
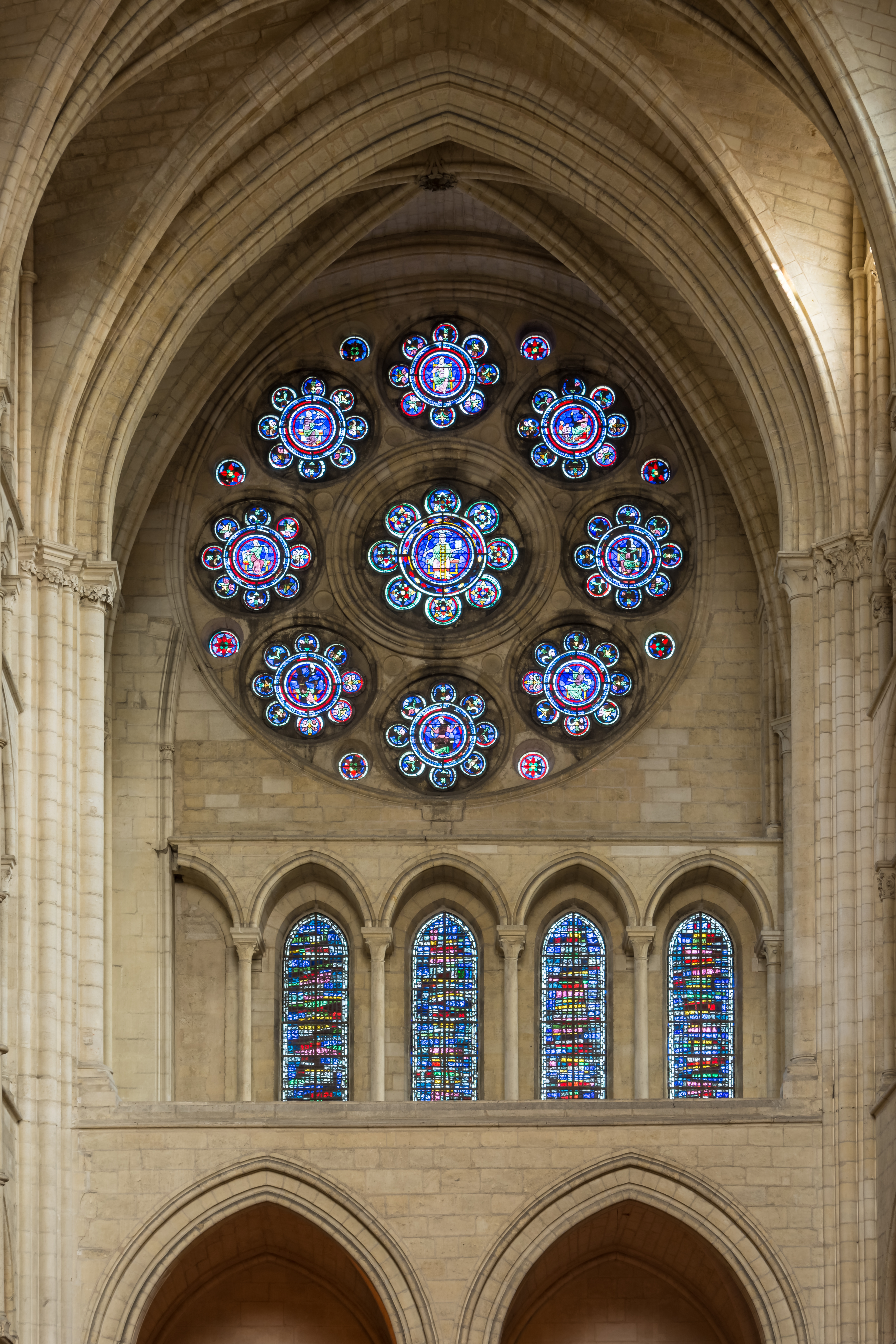
Rosace nord du transept.

### Le chœur
Le chœur est légèrement désaxé par rapport à la nef. Il est clos par une grille ouvragée, en fer forgé, doré et peint, datant de la première moitié du XVIIIe siècle, elle proviendrait de l'ancien couvent des Célestins de Villeneuve-Saint-Germain. Elle fut transportée dans la cathédrale de Laon en 1806 et posée en 1807 par la fabrique de la cathédrale. Elle fut restaurée en 1887 à Paris par les soins de la maison Everaert qui, en même temps, la rallongea d'un panneau à chaque extrémité. C'est à cette occasion que fut mis en place le médaillon surmontant la porte centrale qui est une sculpture de Geoffroy Dechaume.
Le chœur est précédé par un autel de milieu, du XVIIIe siècle, qui proviendrait de l'abbaye Saint-Martin, il est décoré de médaillons de saints et de figures animales. Des stalles de chaque côté et un orgue de chœur sur la face nord complètent le mobilier.

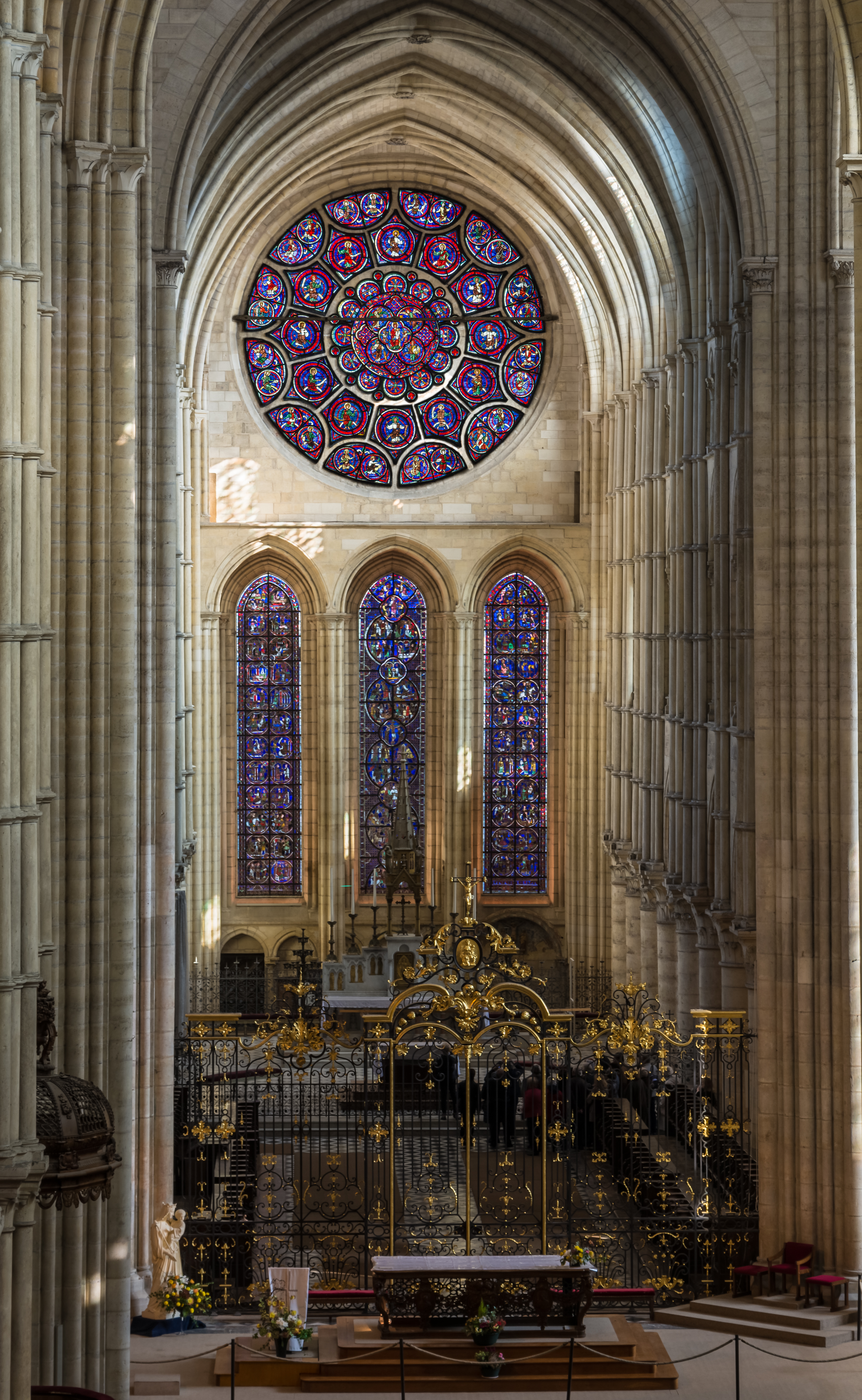
Le chœur et son chevet plat, doté d'une rosace.
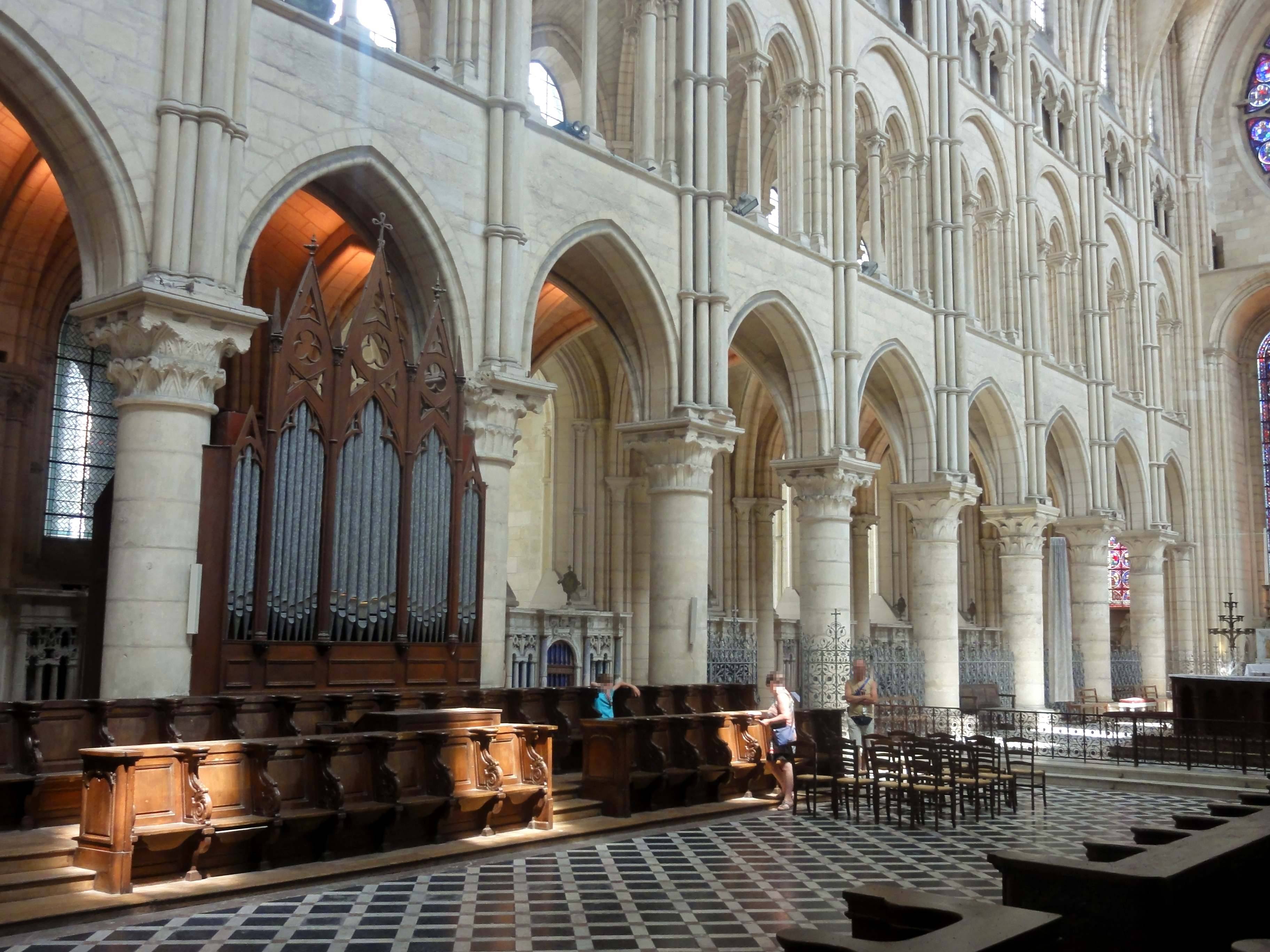
Stalles et orgue du chœur.
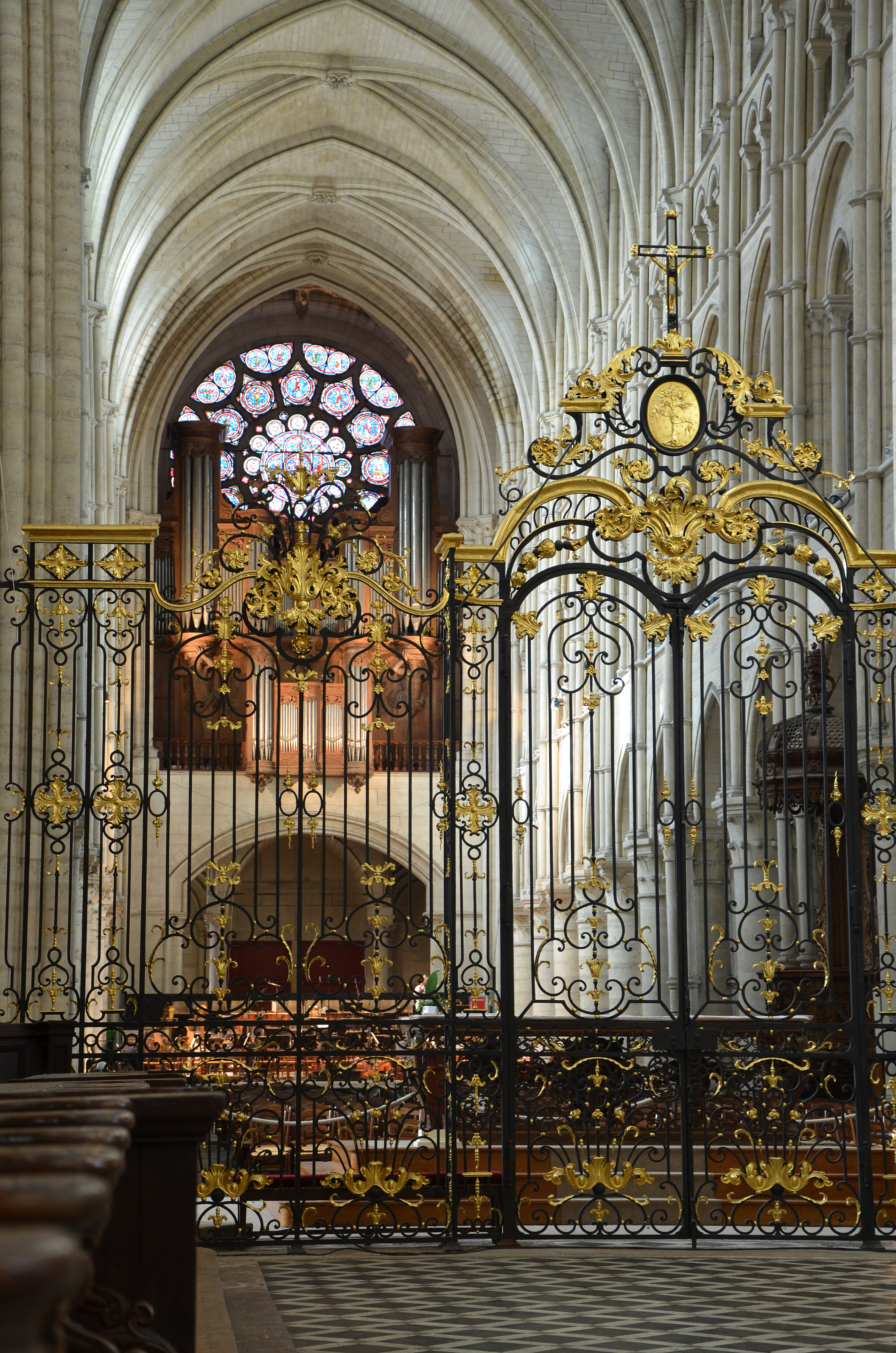
La grille de chœur vue vers la nef.

### Les chapelles

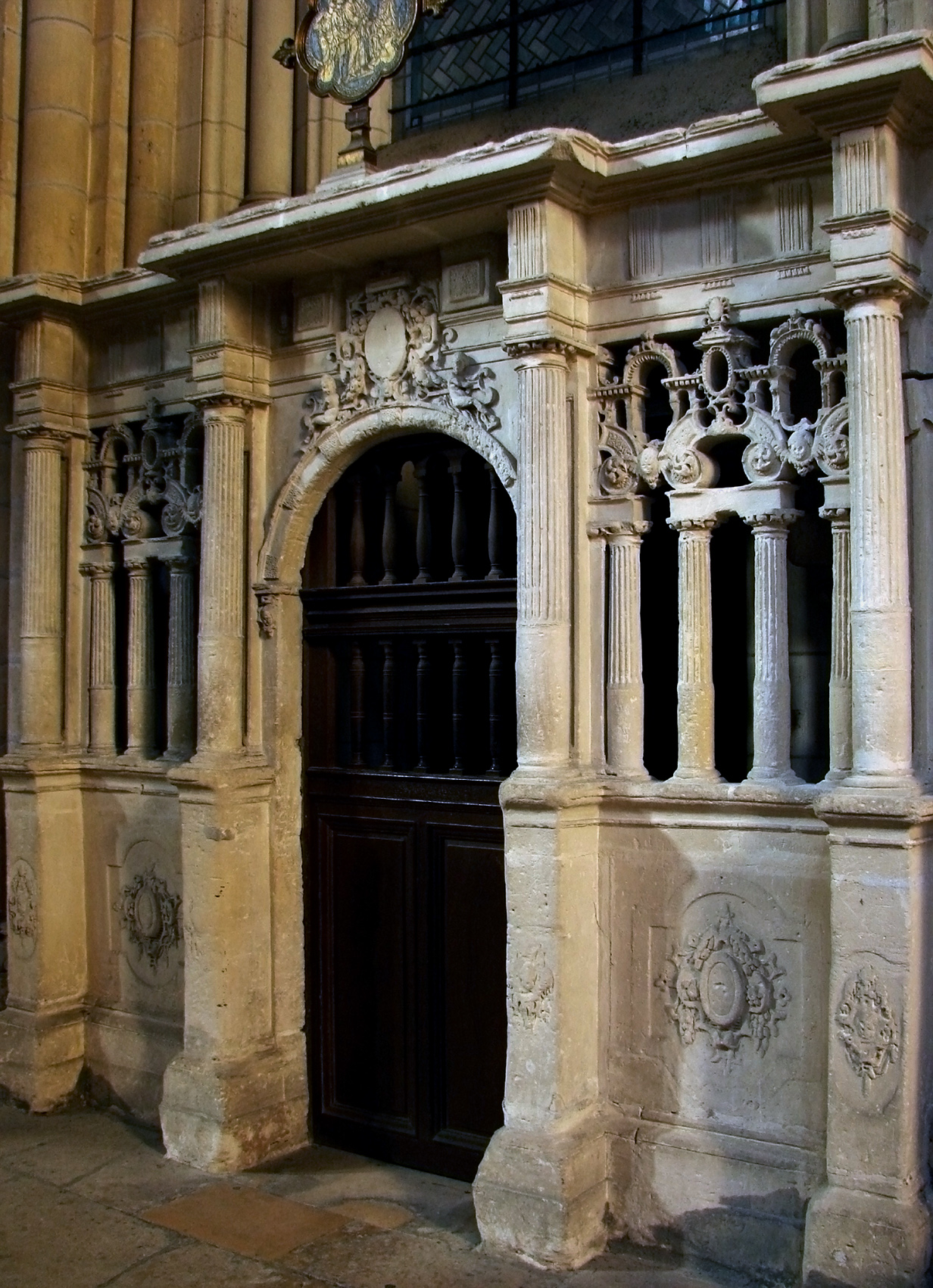
Clôture de chapelle.

Vingt-huit chapelles sont réparties sur les côtés de la cathédrale, elles ont des clôtures qui sont classées, l'une des plus célèbres est celle du saint sacrement, près du transept sud qui a des clôtures du XVIIIe sur deux côtés. Celle donnant sur le transept nord abrite la sainte face, icône du XIIIe siècle sur bois offerte par Urbain IV.
La chapelle Saint-Nicaise est l'écrin qui présente le trésor de la cathédrale. 
Une autre chapelle abrite quatre dalles et le tombeau de Barthélemy de Jur. Le tombeau est entouré, à gauche en entrant, par une dalle anonyme,  puis celle du chanoine Jacques de Bruyères du XIVe siècle, sur le côté gauche, Jean d'Anizy, chanoine au XIVe siècle et Nicolas de Sains, archidiacre de Thiérache mort en 1626.

### Mobilier liturgique

#### Chaire à prêcher
Située sur le côté nord de la nef, la chaire a une forme de tribune polygonale portée en encorbellement sur une paroi de bois plein, derrière laquelle est dissimulé l'escalier qui y donne accès. Le dossier, flanqué de deux consoles, supporte un abat-voix en forme de dôme à cinq pans ajourés. Elle est l'œuvre de Michel Ducastel.

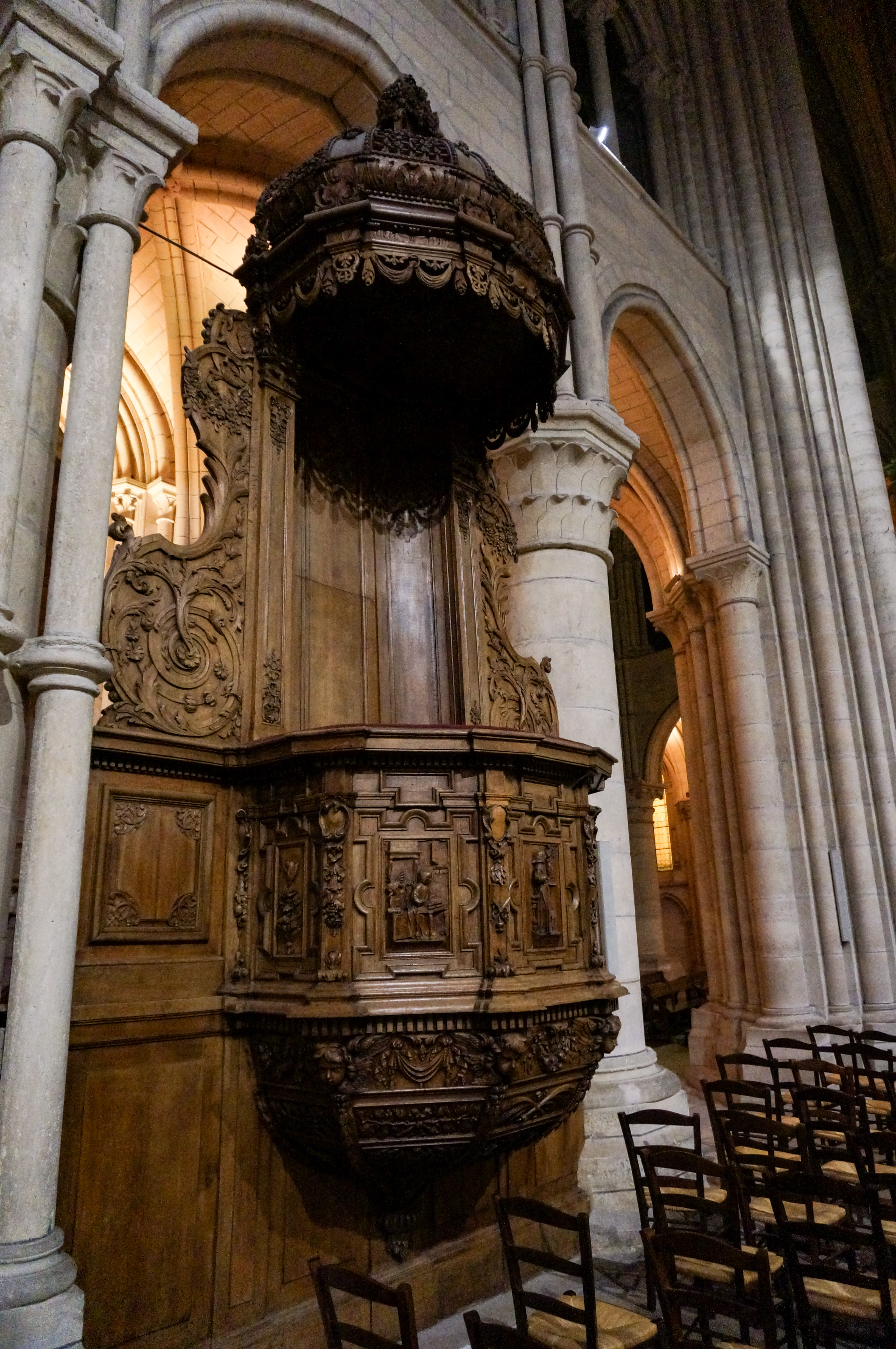
La chaire.
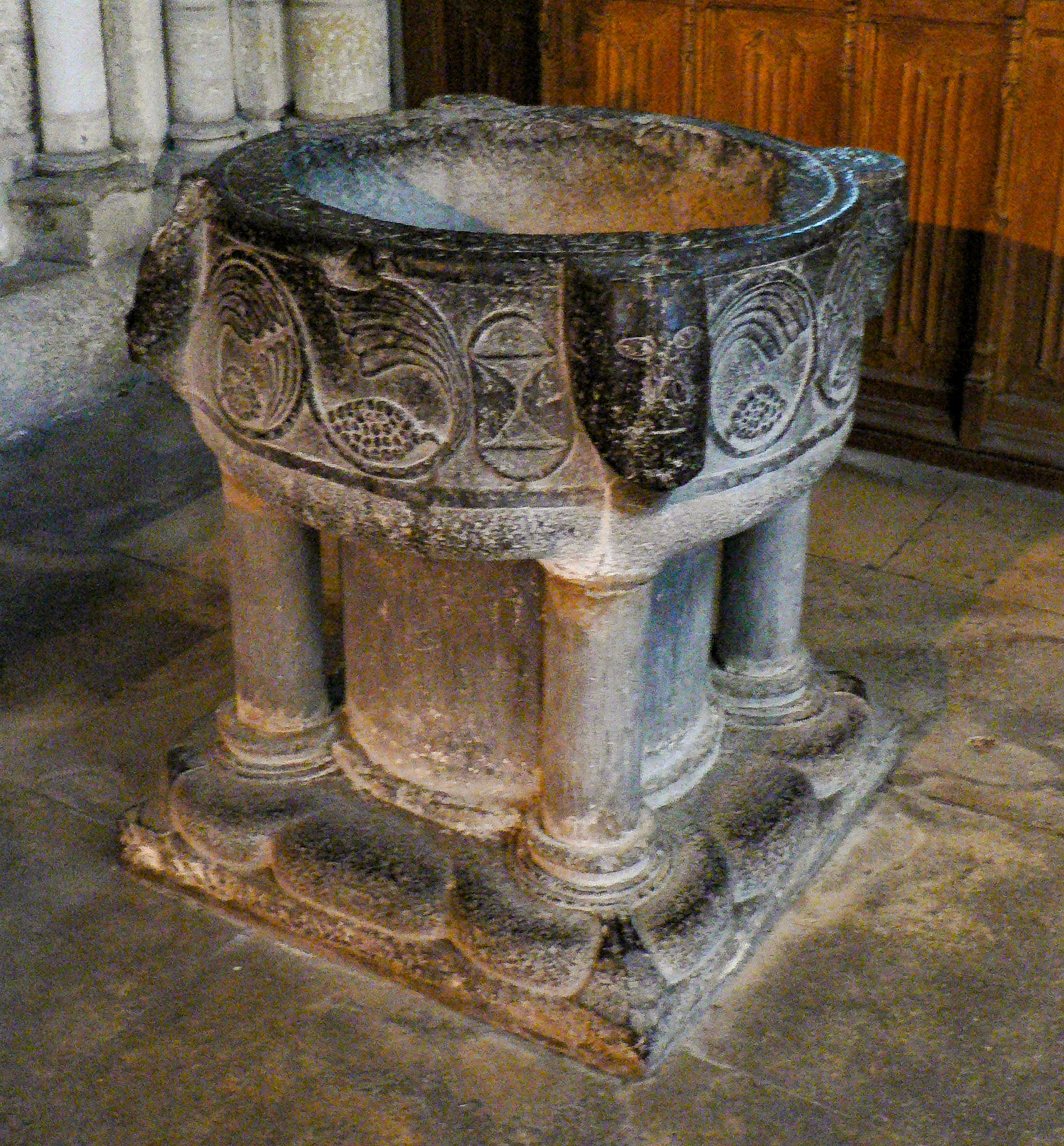
Fonts baptismaux du XIIe siècle.

#### Fonts baptismaux
Les fonts baptismaux ont été réalisés an pierre de Tournai, ils sont datés de la seconde moitié du XIIe siècle. Le décor en relief méplat présente rinceau, oiseau et chien (symbole de fidélité).

### Salle du trésor
Le trésor de la cathédrale est situé chapelle Saint-Nicaise, il est constitué d'une vingtaine de reliquaires, de ciboires, de calices, de croix et de bâtons de procession, d'ostensoirs, d'une bible du XVIe siècle, d'un retable, d'un autel avec retable, de bannières de procession, de chasubles, de l'îcone de la Sainte Face... Certains de ces objets sont classés dans la base Palissy.
Le Conservatoire d'art sacré de la cathédrale Notre-Dame de Laon veille à la bonne conservation des objets et à l'ouverture de la salle du trésor au public.

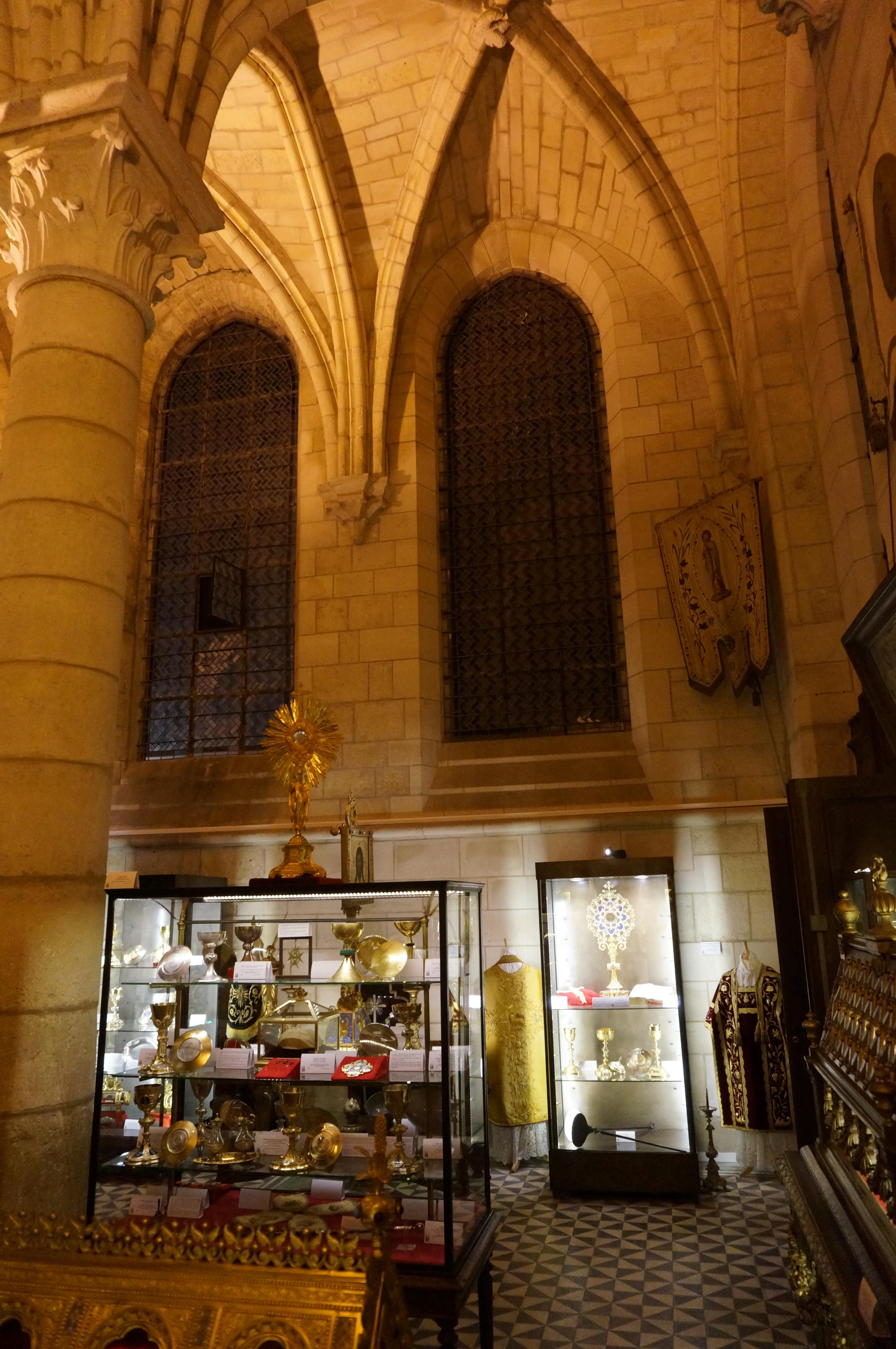
La Salle du trésor.
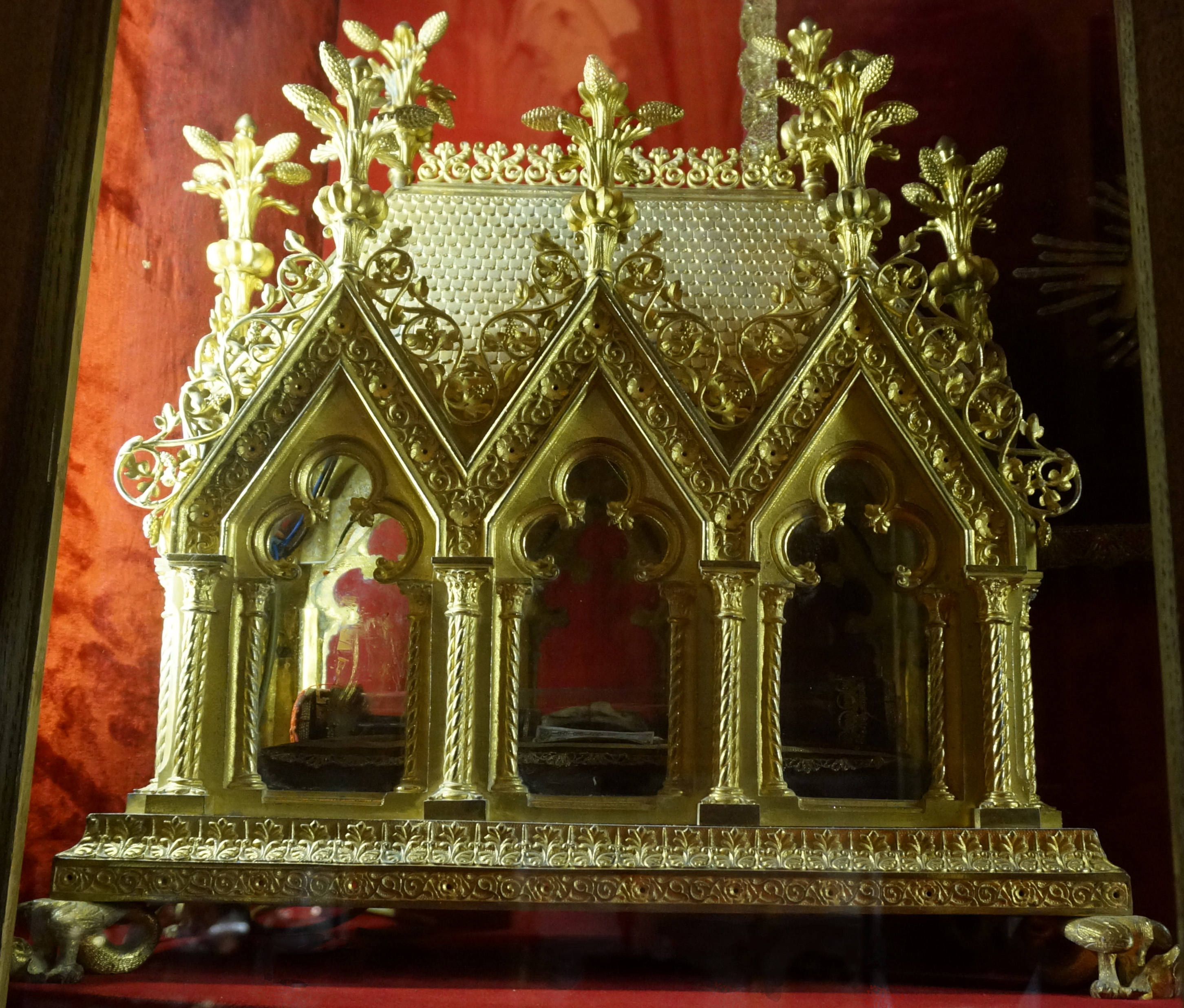
Reliquaire en forme de temple Mosan en bronze doré d'Anstrude et Béat.
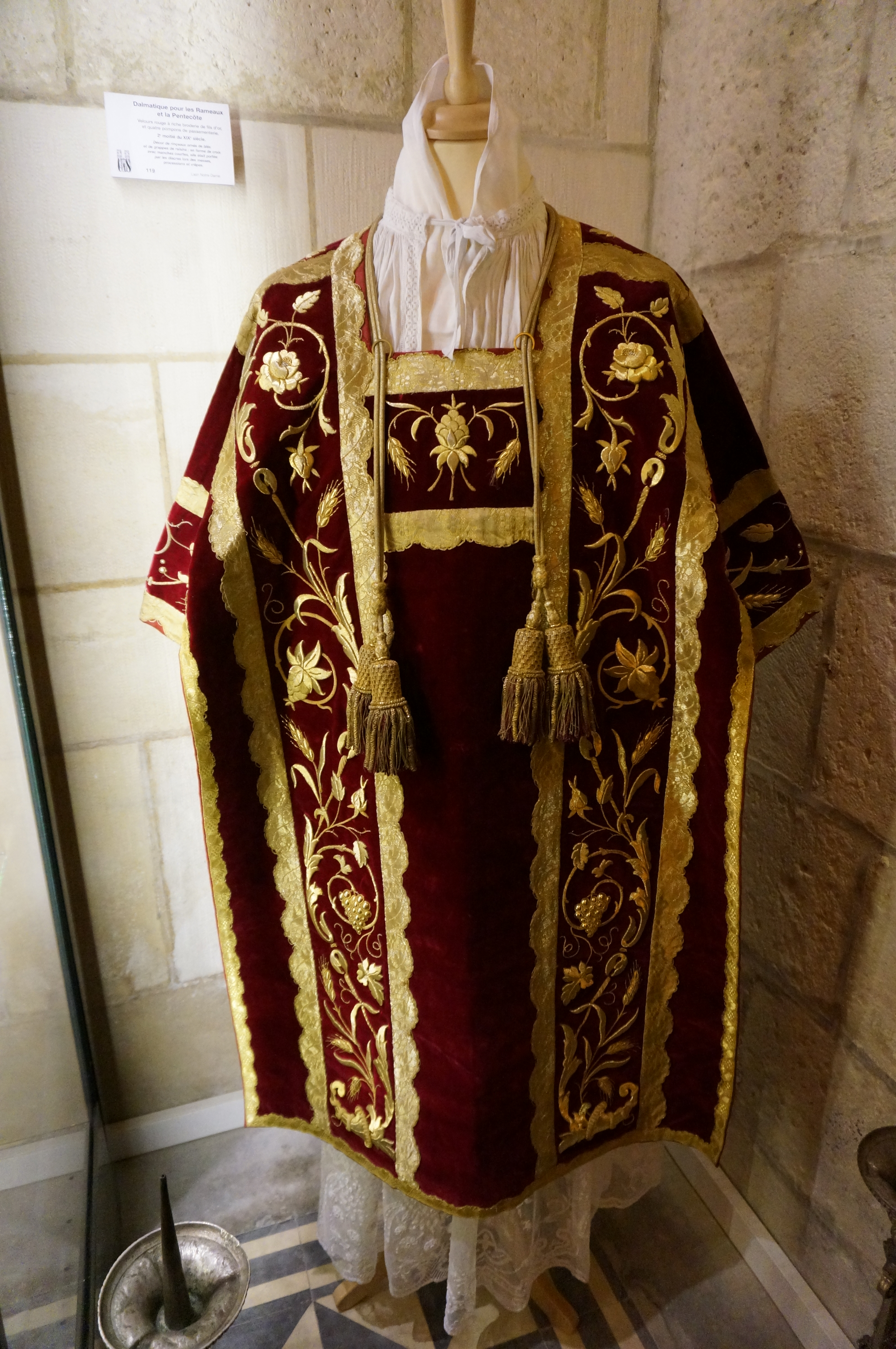
Dalmatique du  XIXe pour les rameaux et la pentecôte.
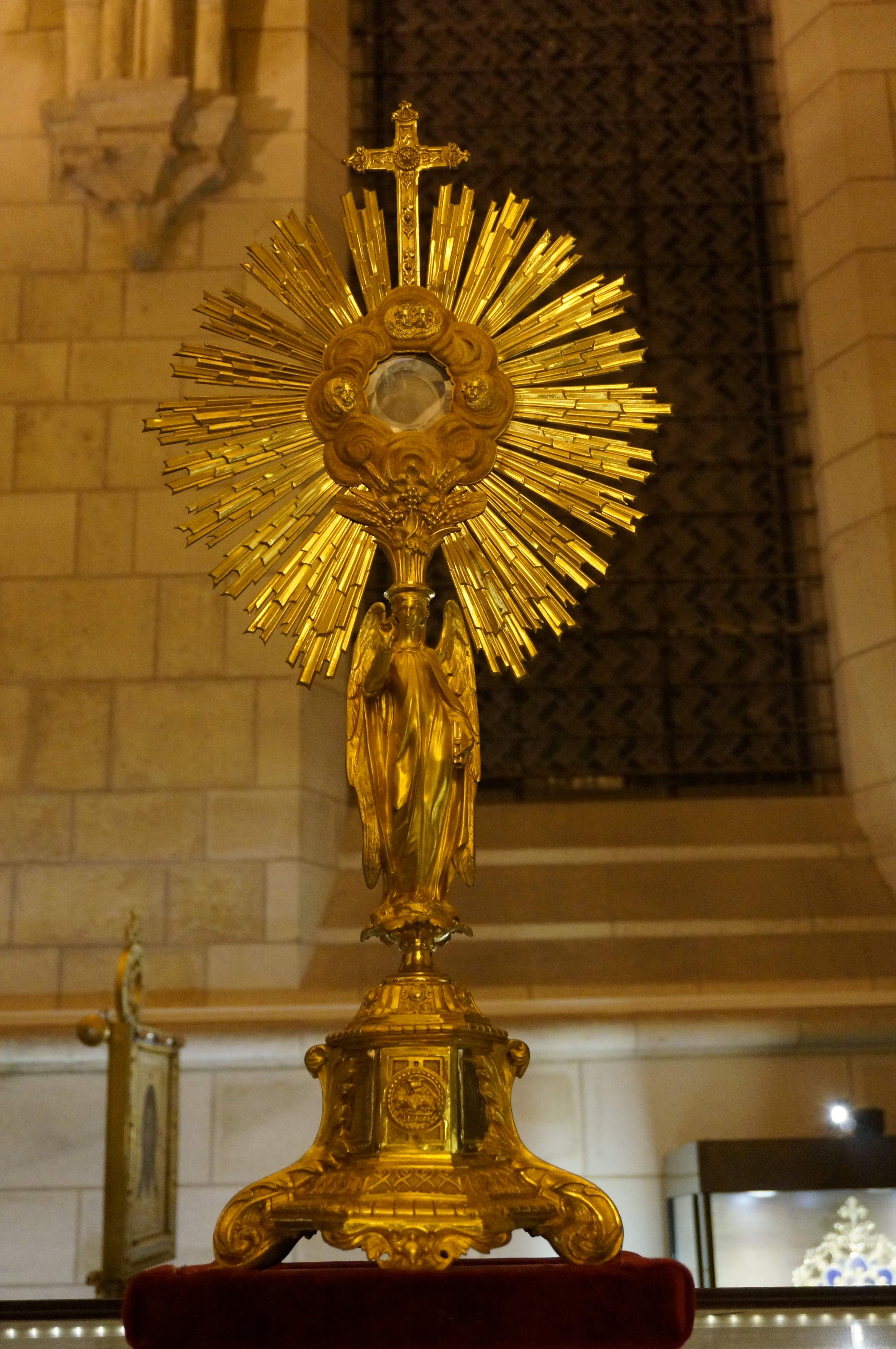
Ostensoir soleil réalisé par Poussielgue-Rusand.
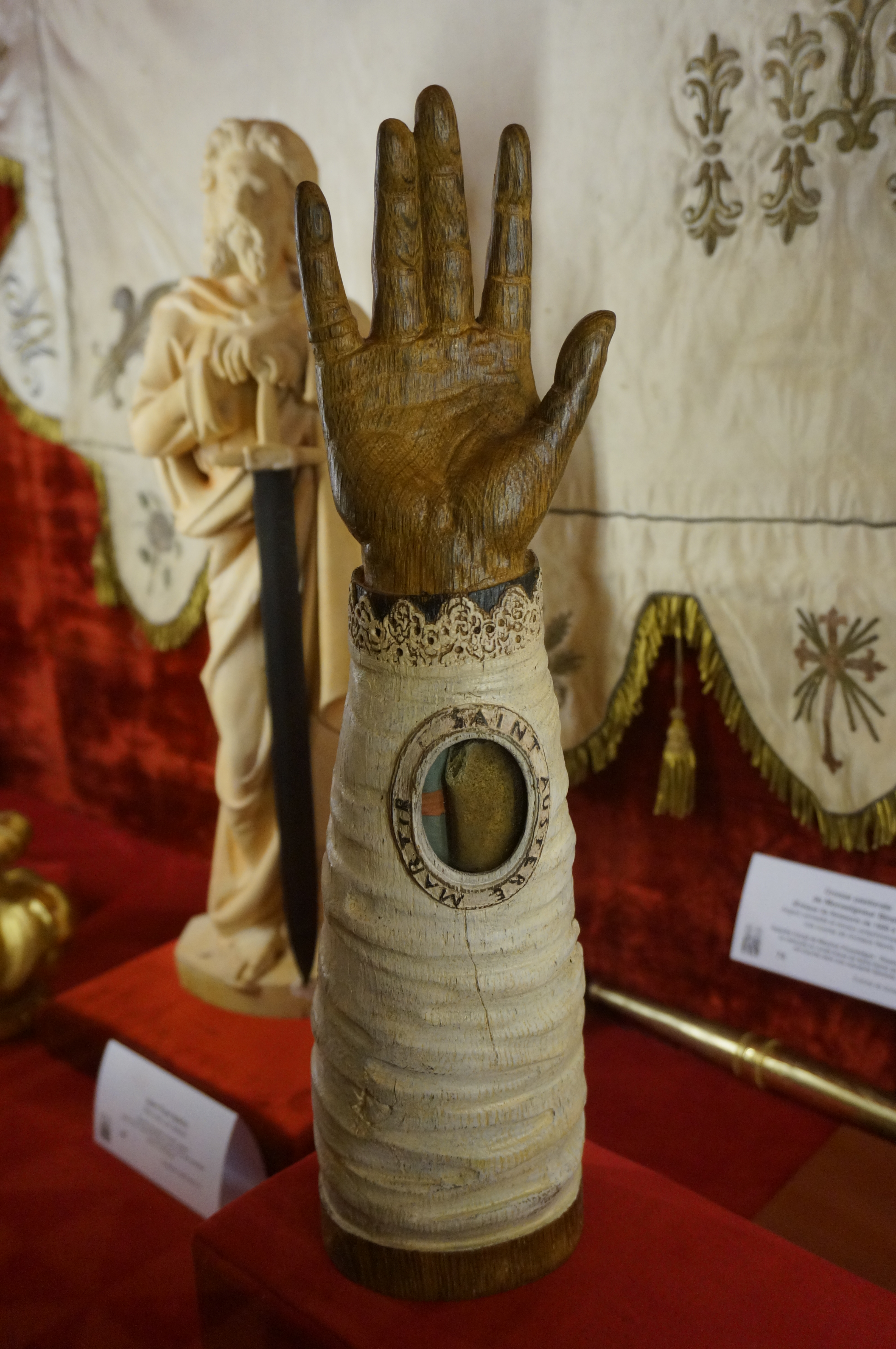
Bras reliquaire de saint Astène.
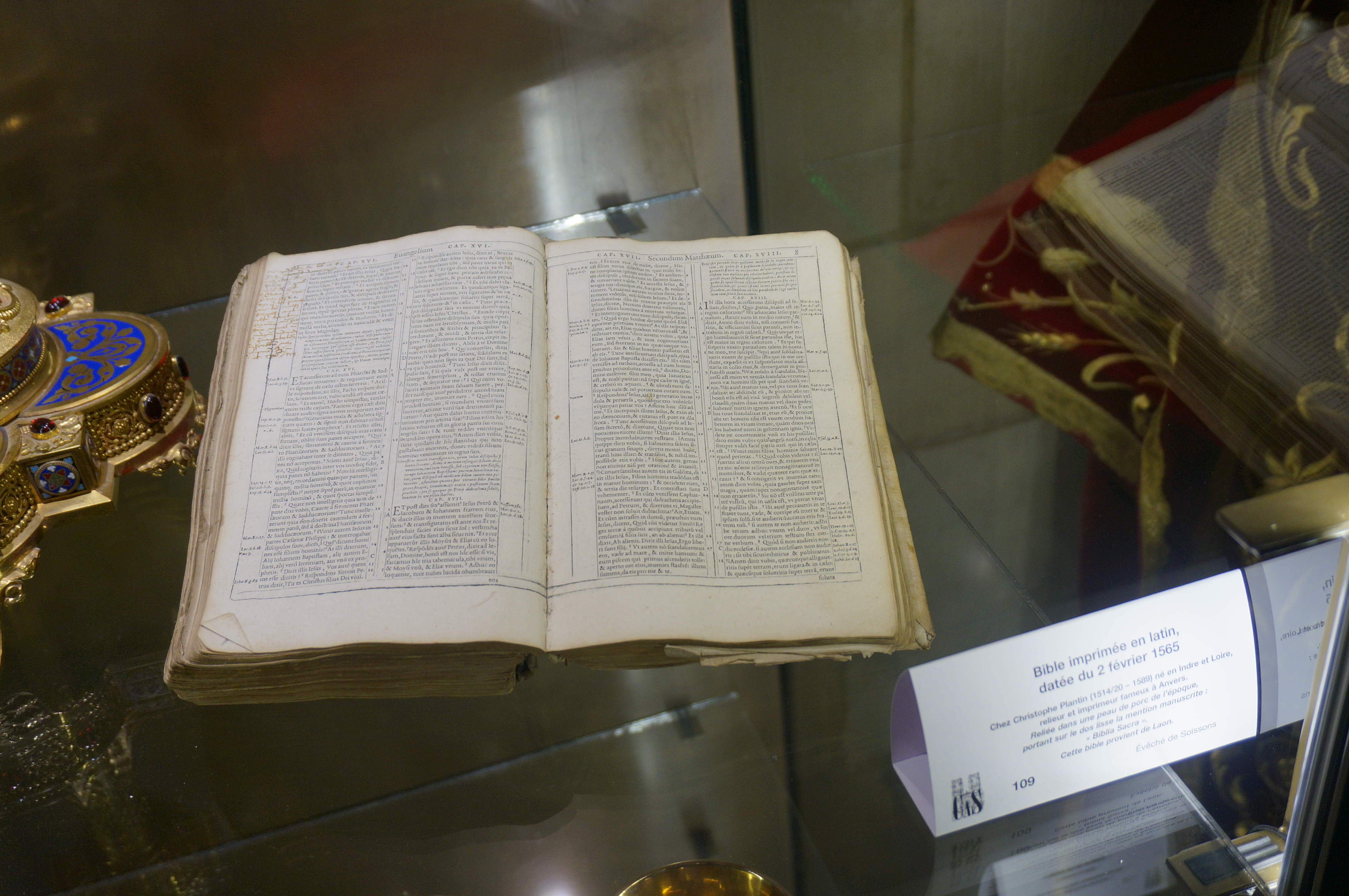
Bible de 1565 imprimée par Christophe Plantin.

### Peintures
Il subsiste des peintures murales et plusieurs tableaux dont :
- une icône de la Sainte Face, fin XIIe ou début XIIIe siècle, provenant de Serbie, achetée en 1249 à Bari (Italie) par Jacques Pantaléon, archidiacre de la cathédrale de Laon devenu par la suite le pape Urbain IV[26] ;
- le Christ en croix du déambulatoire du XIVe siècle (peinture murale et haut relief) ;
- L'Adoration des mages, œuvre anonyme (limite XVIe – XVIIe siècle)[27] ;
- L'Assomption de Jean Simon Berthélemy (1766)[28] ;
- L'Assomption de Jean Simon Berthélemy (1790)[29] ;
- Christ en croix, œuvre anonyme de la première moitié du XIXe siècle[30] ;

Ces œuvres sont pour la plupart classées monuments historiques, au titre d'objets.

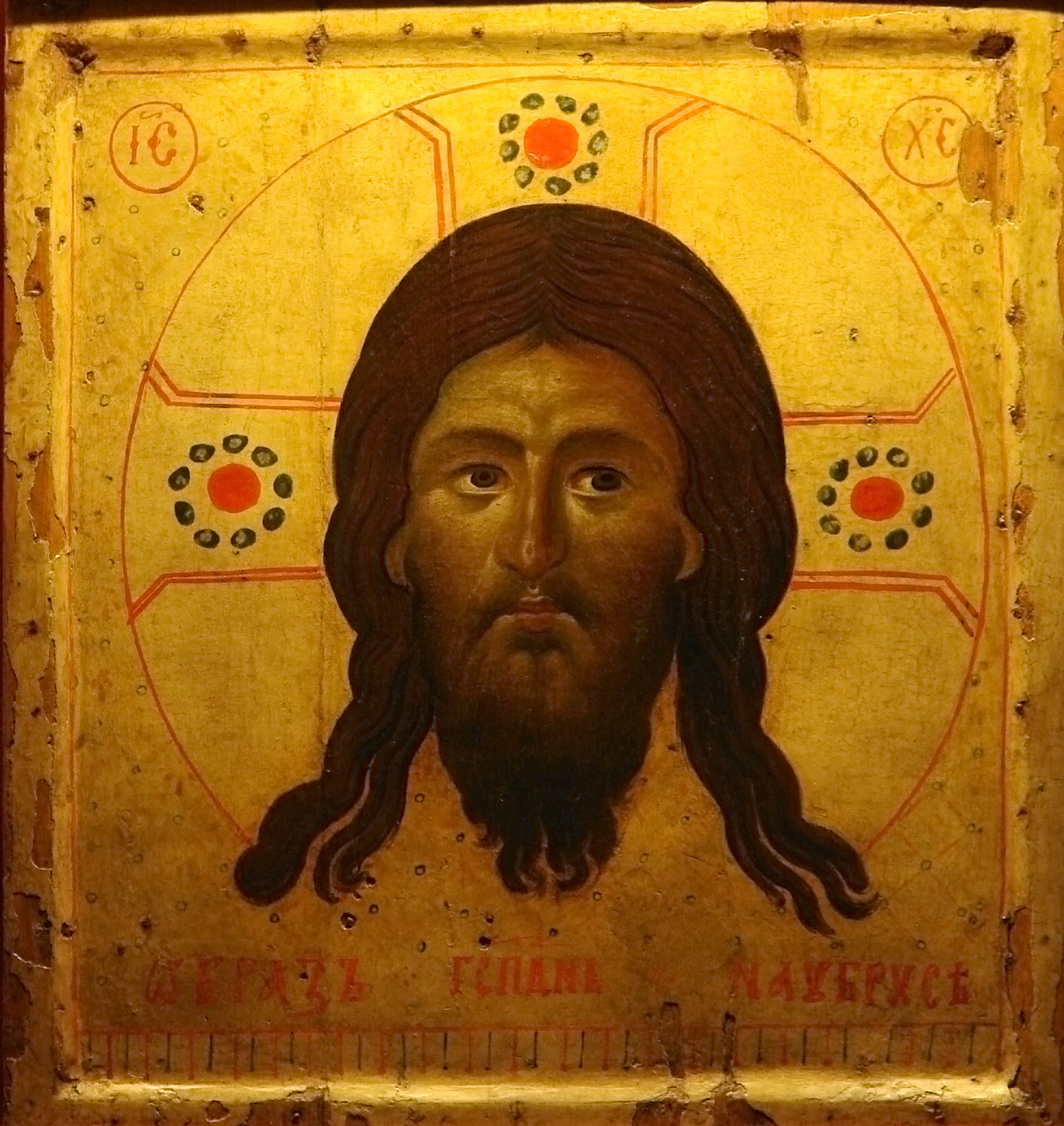
Icône (XIIe siècle).
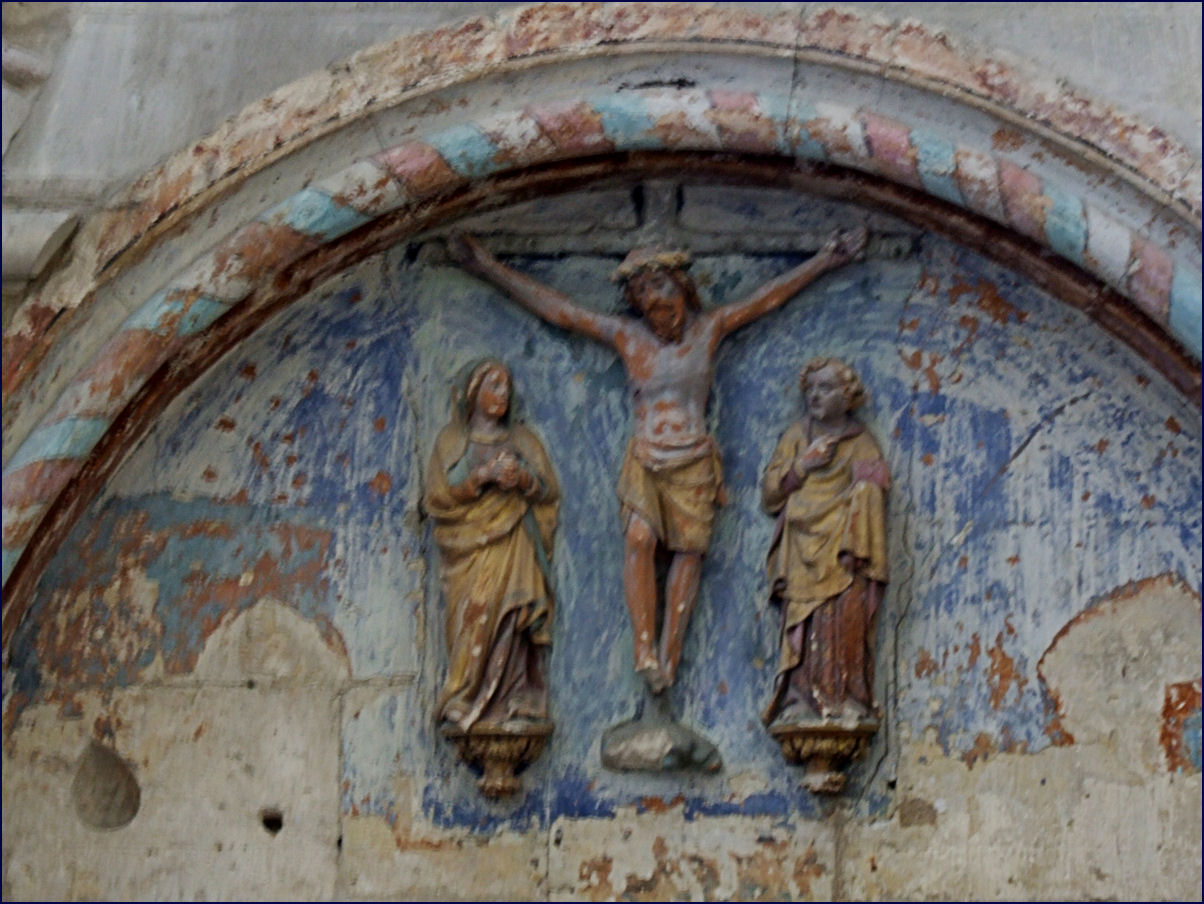
Peinture murale et haut relief XIVe siècle.
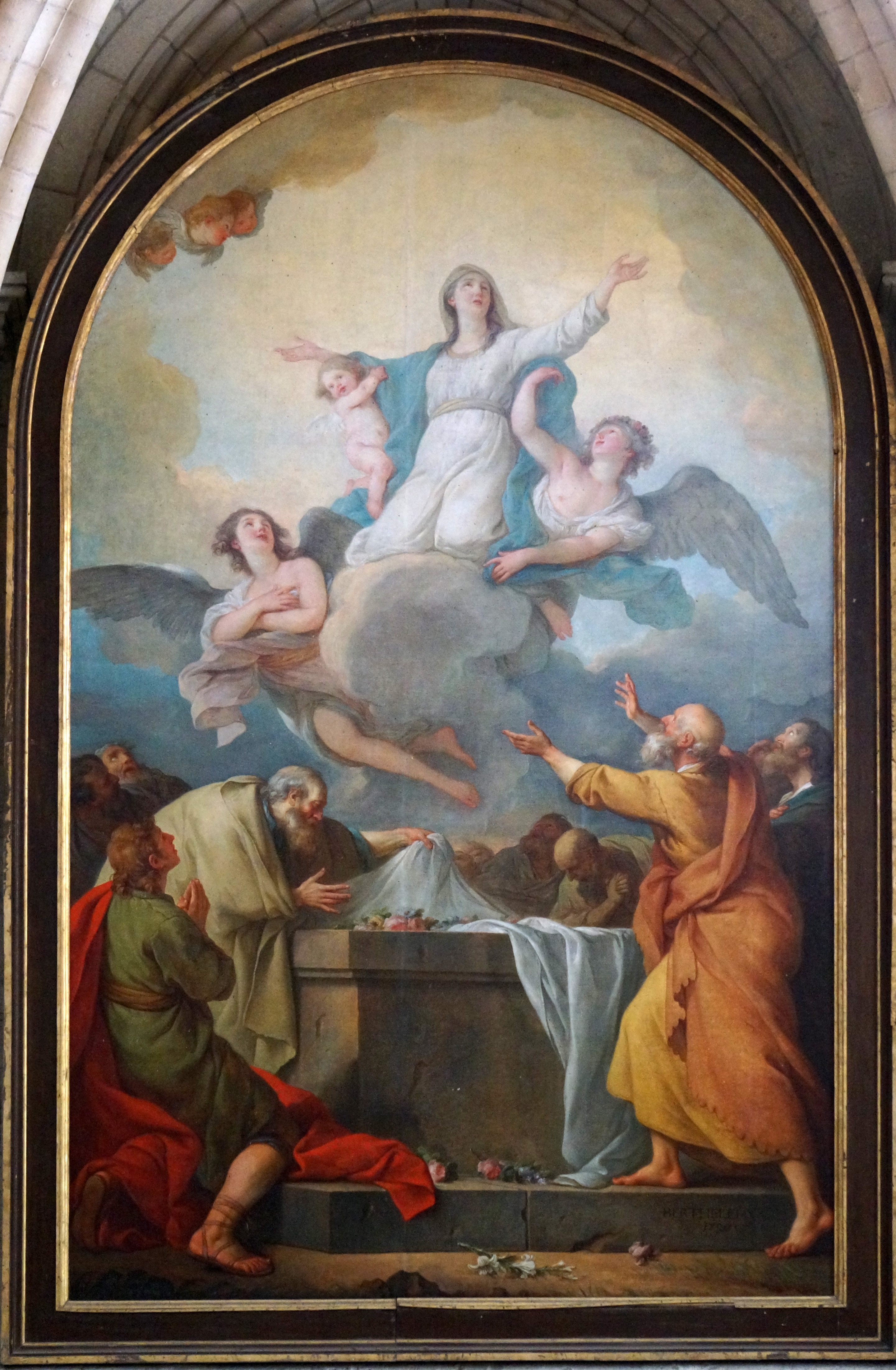
L'Assomption de la Vierge de Jean-Simon Berthélemy (1790).

### Orgue de tribune
L'orgue d'origine datait de 1698, de ce premier instrument baroque ne subsiste que le buffet de Pierre Puget. La partie instrumentale de l'orgue actuel a été réalisée de 1899, par le facteur Henri Didier d'Épinal avec trois claviers de 56 notes et un pédalier de 30 notes  

Composition :
| I. Positif | II. Grand orgue | III. Récit | Pédale |
| --- | --- | --- | --- |
| Bourdon 16' Bourdon 8' Flûte majeure 8' Flûte Chalumeau Principal 8' Salicional 8' Unda-Maris Fugara 4' Basson 8' Basson-Hautbois 8' Baryton 4' Clarinette 8' Quinte-flûte 3' 2/3 Doublette 2' Trémolo | Montre 16' Montre 8' Prestant 4' Bourdon 16' Bourdon 8' Flûte harmonique 8' Flûte douce 4' Violon 8' Basson 16' Trompette 8' Clairon 4' Quinte 3' 2/3 Plein-Jeu Cornet V rangs Doublette 2' | Bourdon 16' Cor de nuit 8' Flûte traversière 8' Flûte octaviante 4' Viole de gambe 8' Voix céleste 8' Piccolo 1' Voix humaine 8' Bombarde 8-16' Trompette 8' Clairon 4' Basson-Musette 8' Plein-Jeu progressif Octavin 2' Trémolo | Soubasse 32' Soubasse 16' Gros Bourdon 8' Flûte 16' Violoncelle 16' Violoncelle 8' Cornio-dolce 4' Bombarde 16' Trompette 8' Clairon 4' Quinte 12' |

Accessoires : 

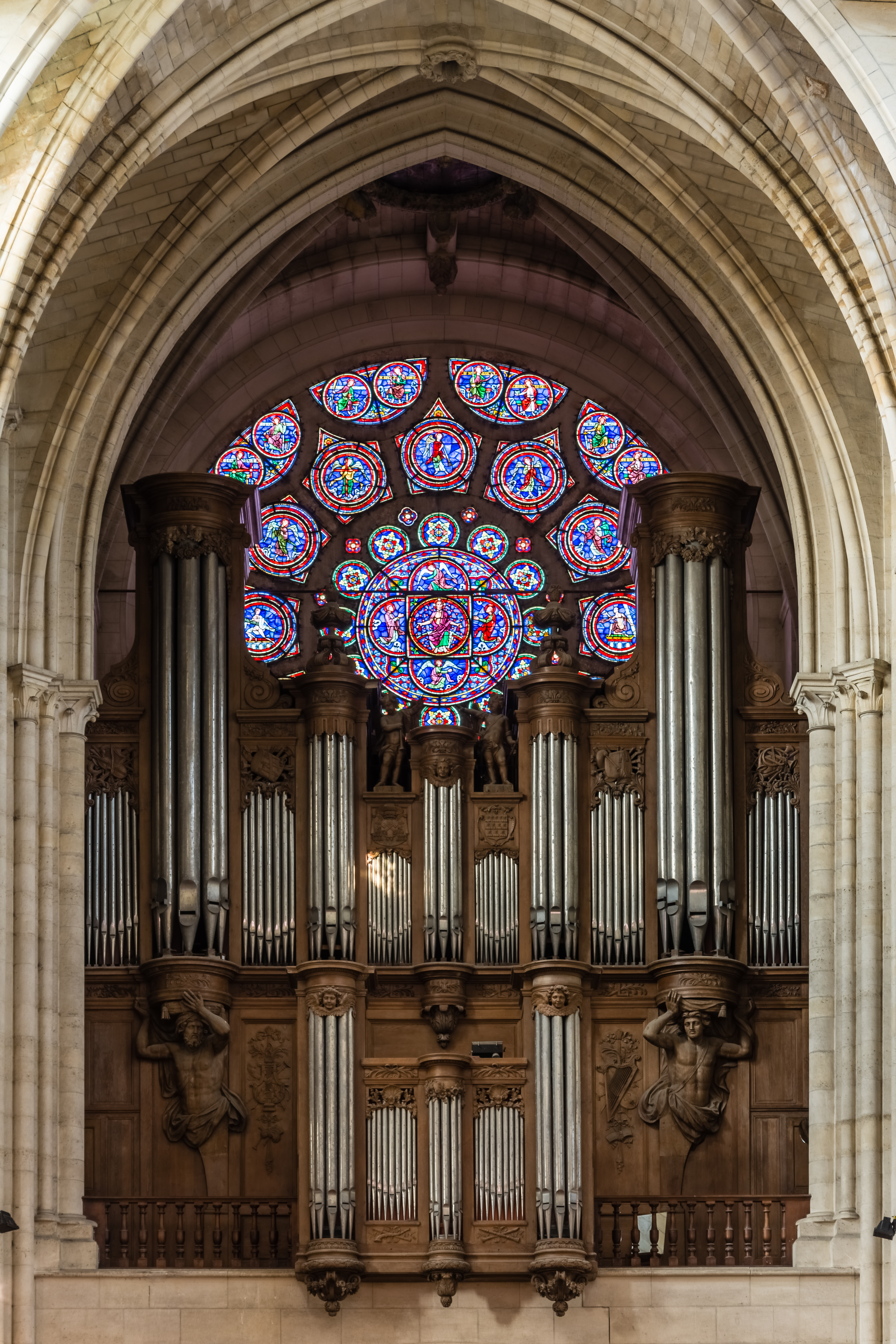

- Accouplements : REC/POS - REC/GO - POS/GO - octave grave REC/GO
- Tirasse : G.O., Positif, Récit

## Le cloître
Il est possible de visiter le cloître qui est le long du flanc sud de la nef entre l'ancien Hôtel-Dieu de Laon et le portail sud. C'est un cloître qui n'est composé que d'une galerie de sept travées faisant face à l'église et un retour à chaque extrémité vers la cathédrale ; de sorte qu'il est sept fois plus long que large. Ces vestiges du cloître sont classés monument historique en 1889.

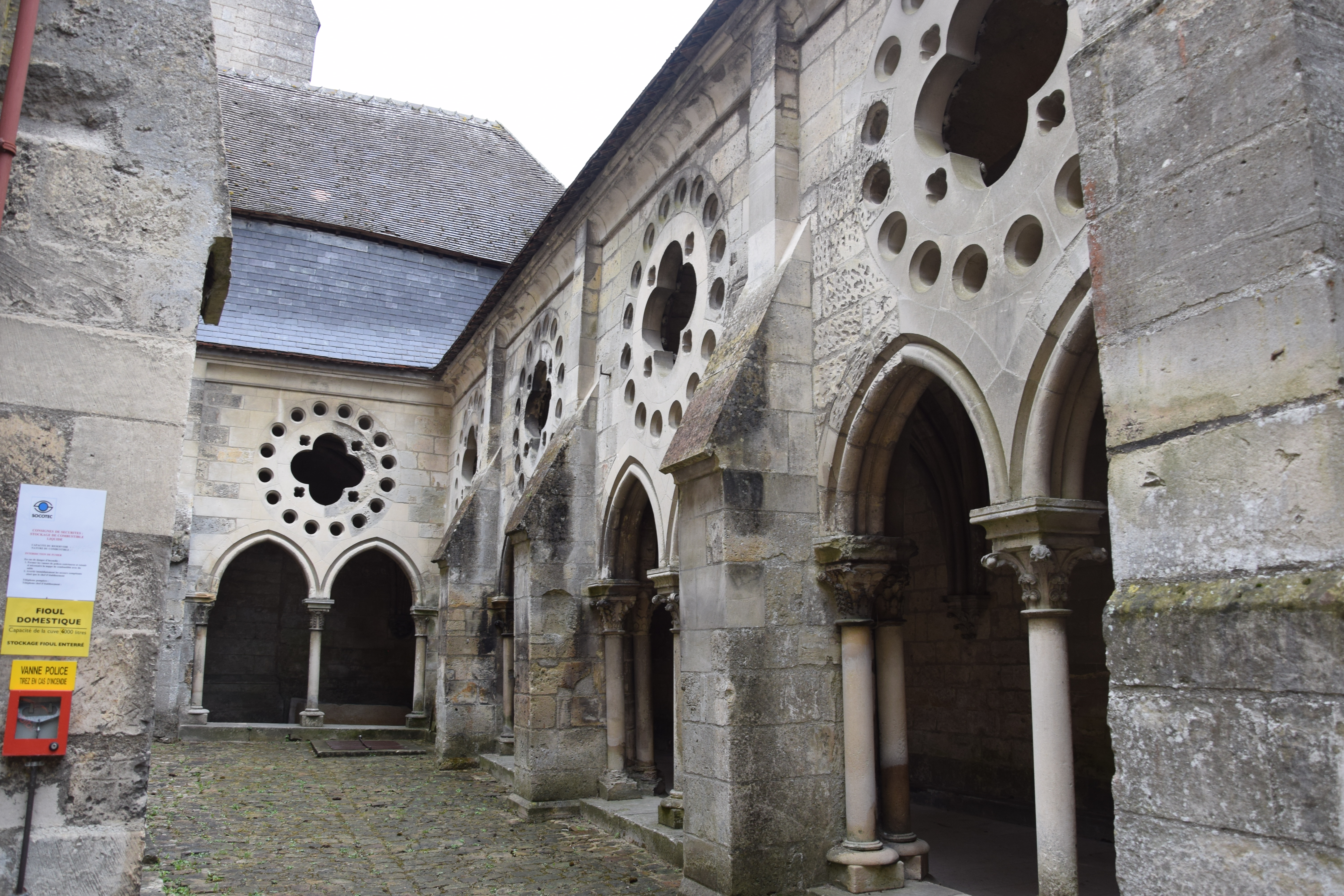
Cour du cloître
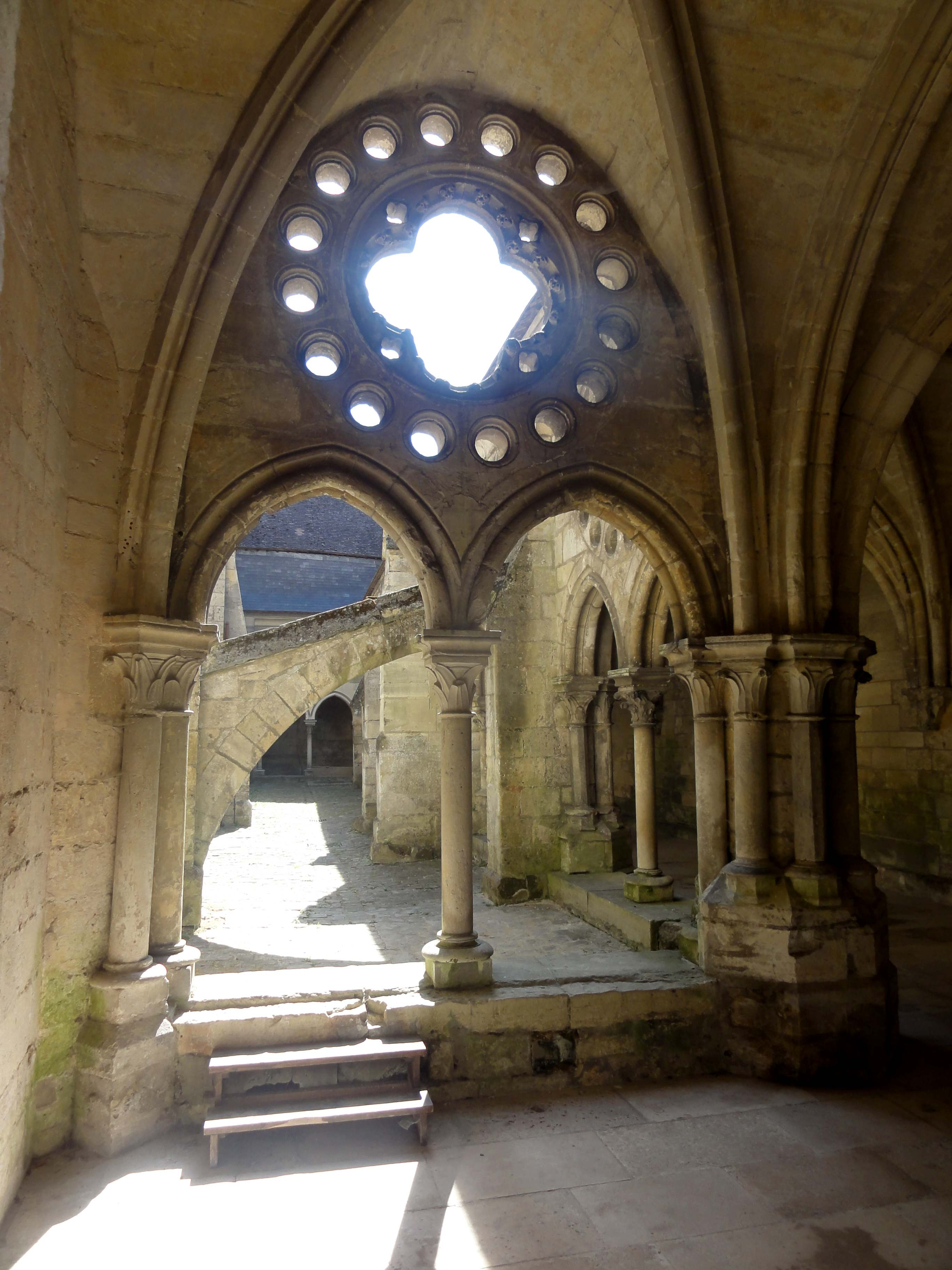
Le retour est et l'espace libre devant la nef.
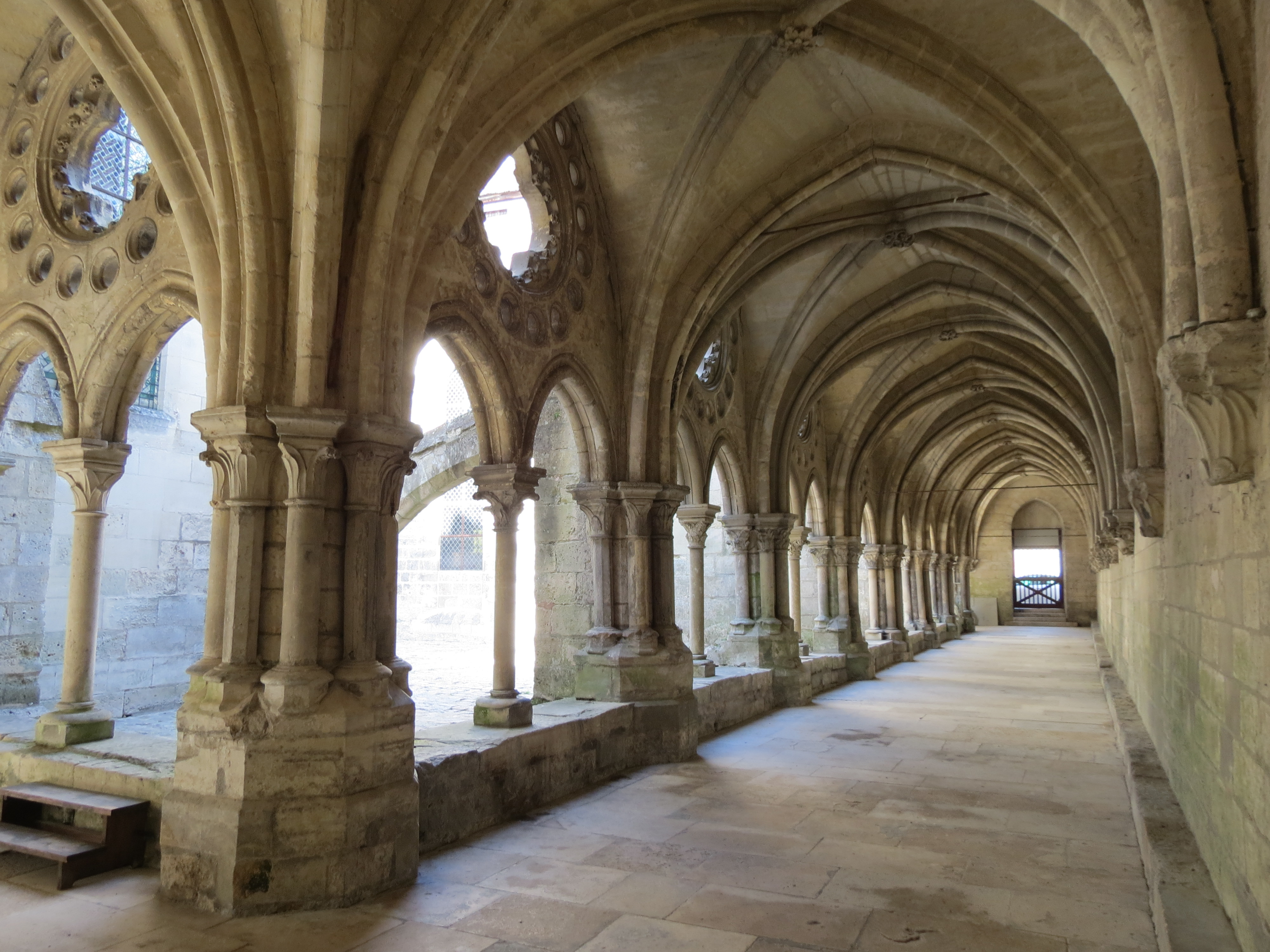
L'espace couvert ouest/est.
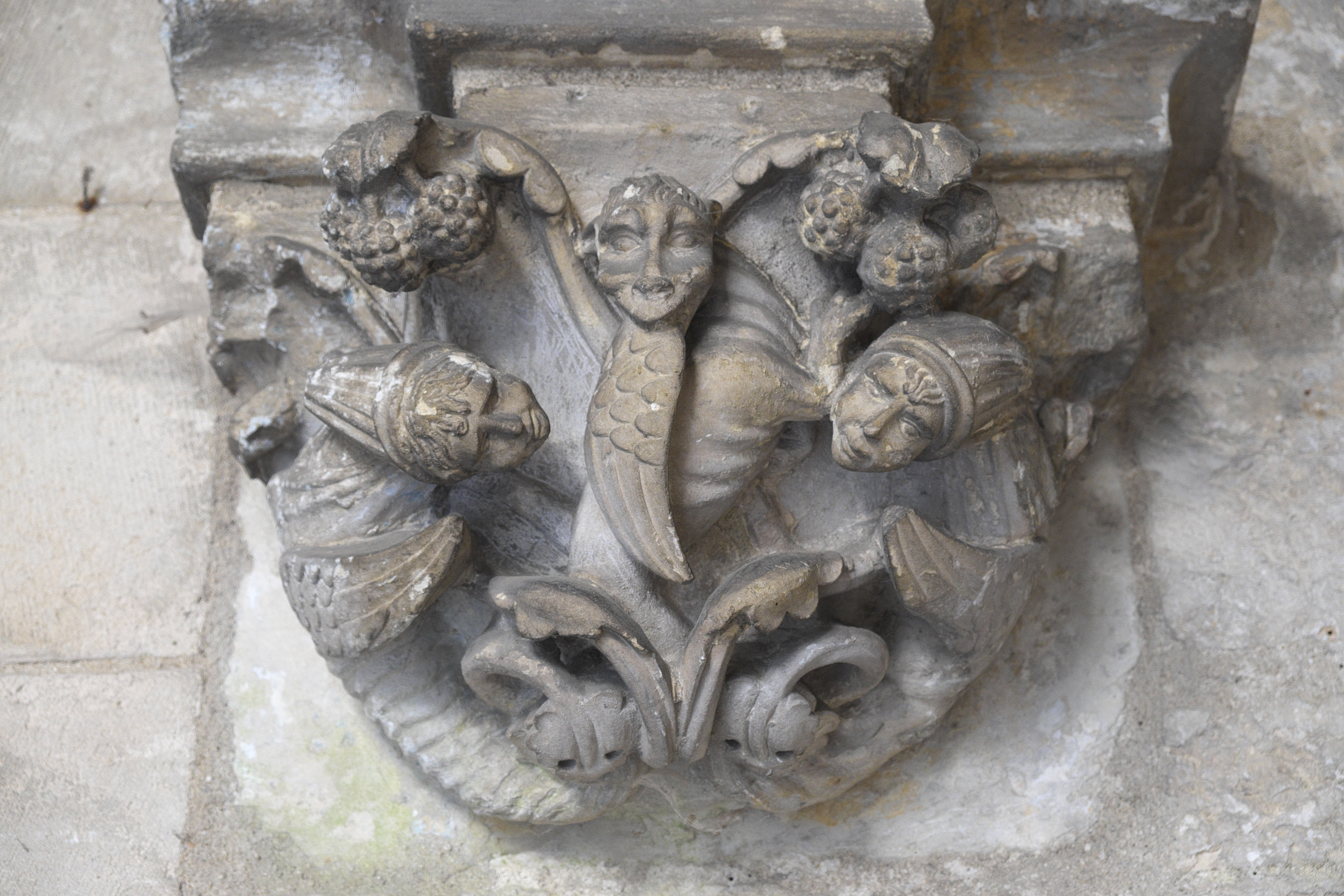
Corbel sur le mur du cloître.
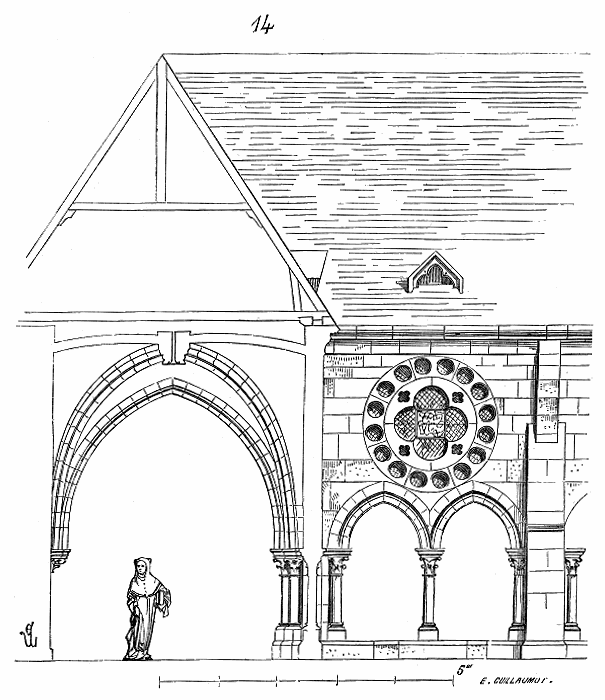
Le cloître par Viollet-le-Duc.

## Représentations picturales
Le peintre français Robert Delaunay a représenté l'édifice dans un tableau de 1912, Les Tours de Laon.
Un timbre français représentant la cathédrale a été émis le 16 janvier 1960.

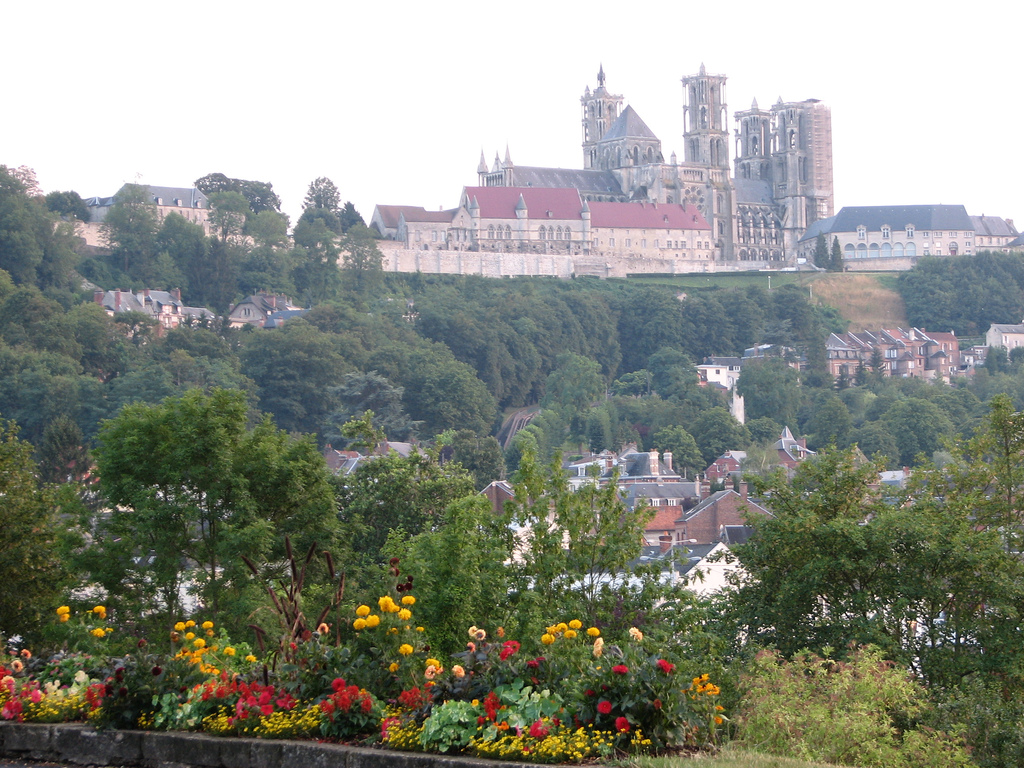
La cathédrale perchée sur sa colline.
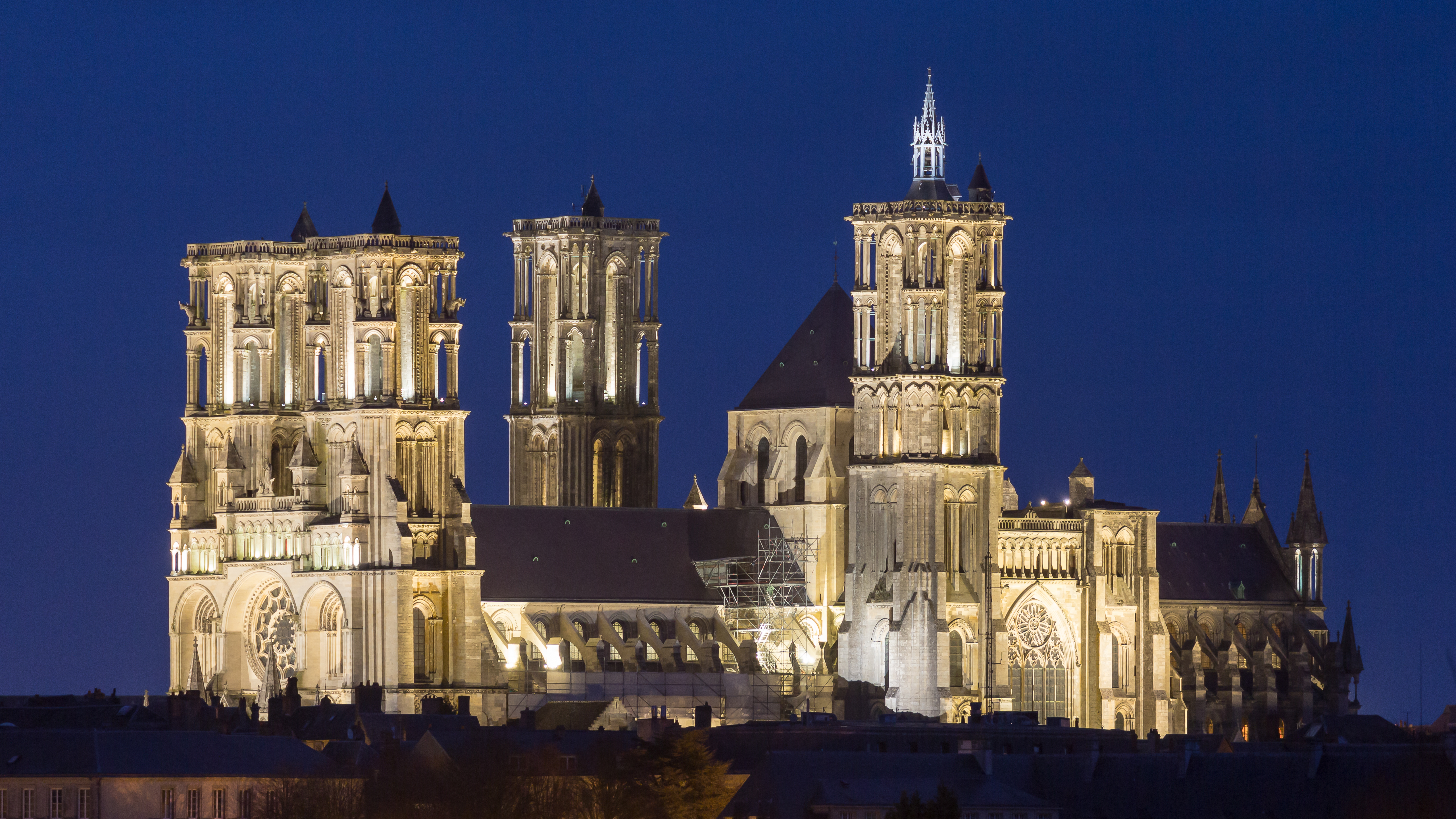
La cathédrale de nuit.
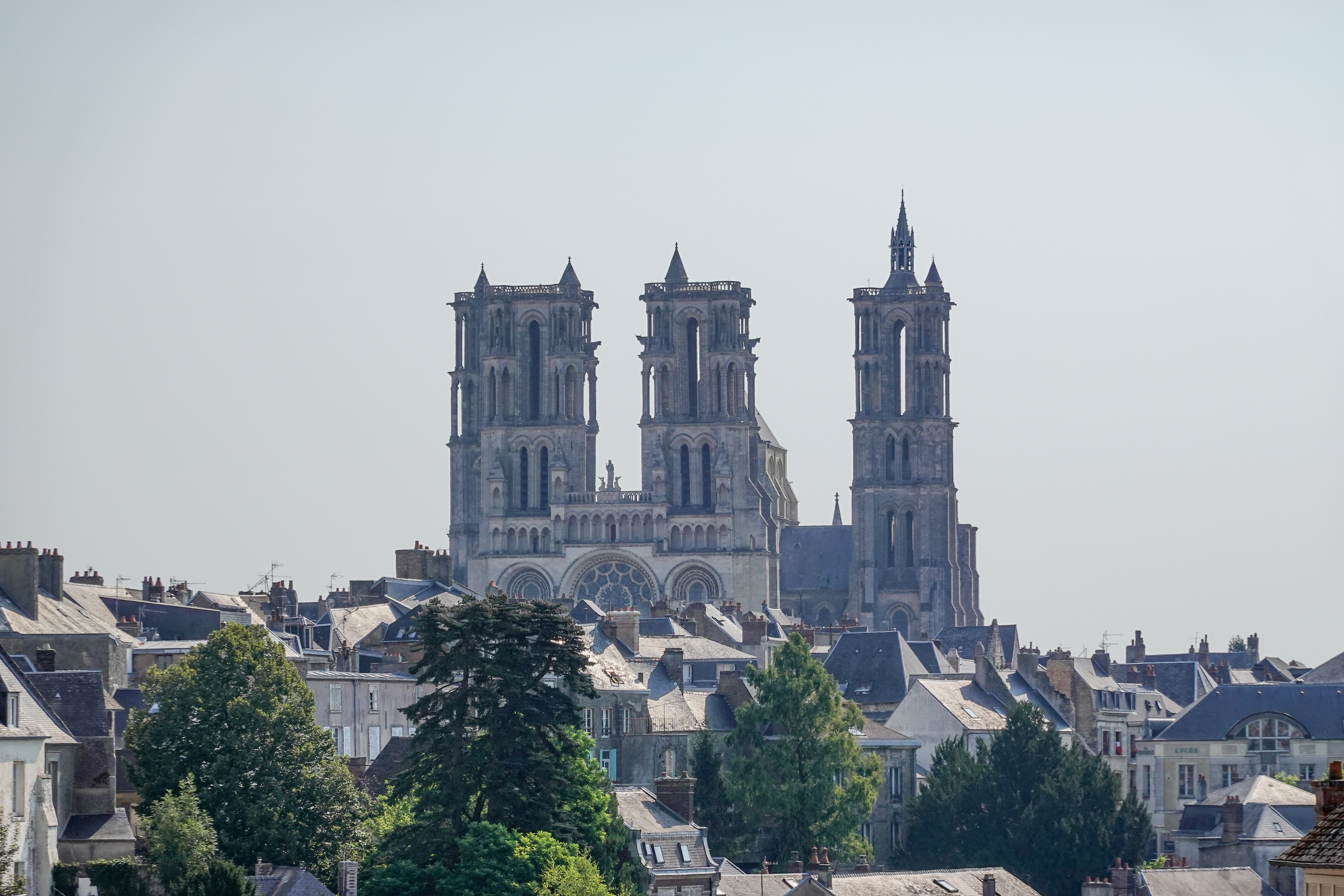
La cathédrale dans la ville haute.